# Arturo Toscanini
Arturo Toscanini (Parma, 1867. március 25. – New York, 1957. január 16.) a 20. század és valószínűleg a világ egyik legismertebb olasz karmestere. Elszegényedett család legidősebb gyermekeként látta meg a napvilágot. Fiatalon sokat betegeskedett, és a zenében keresett vigasztalást. Brazíliában kezdődött karmesteri karrierje, amely az egyik leglátványosabb a zene történetében. Számos kritikus és zenész minden korok egyik legtehetségesebb karmesterének tartja. Közel 190 zeneszerző hatszáz művét fejből vezényelte, már a próbákon kívülről tudta az egész partitúrát. Max Smith újságíró szerint erre zsenije mellett erős rövidlátása is késztette. Élete közel egy évszázadnyi történelem, zenetörténet, zene, a Viva Verdi korszaktól a Viva Toscanini korszakán át a világháborúk utáni évekig.
Toscanini többször járt Magyarországon. Ő népszerűsítette külföldön Kodály Zoltán: Nyári este című művét, amit a szerző neki ajánlott. Carelli Gábor magyar tenorista az ő ajánlásával kapott szerződést a Metropolitanbe.

## Családja
Apja, Claudio Toscanini viszonylag módos családban született — az ő apjának, Angelo Toscanininek kisebb fonodája és több üzlete volt a Piacenzához közeli Cortemaggiore faluban és a közeli városban. Claudio Cortemaggioréban született, és ott is töltötte gyermekéveit. Tizenkét éves korában azonban összeveszett apjával, és önuralmát elveszítvén arcul ütötte őt egy zsebkendővel. A félelemtől és lelkifurdalástól hajtva megszökött otthonról, és Parmába ment, ahol szabóként dolgozott. 1859-ben beállt Giuseppe Garibaldi köztársasági seregébe, majd a magentai csata után hazatért. 1860-ban besorozták a reguláris hadseregbe, de két év múlva megszökött, és ismét csatlakozott Garibaldihoz. Fogságba esett, és három év börtönre ítélték. Később visszatért Parmába, ahol 1866. június 7-én feleségül vette a helybéli Paola Montanit. Négy gyermekük közül a legidősebb volt Arturo.

## Élete és munkássága

### Gyermekévek

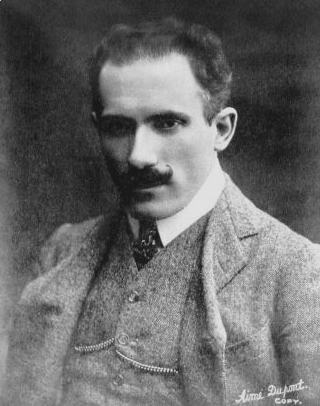
Toscanini 1908-ban

Toscanini 1867. március 25-én, hajnali három órakor született Parmában, a Borgo San Giacomo (ma Borgo Rodolpho Tanzi) 13-ban. Apja még aznap elvitte Parma 13. századi keresztelőkápolnájába, ahol a következőket jegyezték fel az anyakönyvbe: „Infantulo imposui nomina Arturus Primus Alexander Secundus” Néhány hét múlva a Toscanini család Genovába költözött. Ott született meg a család második gyermeke, Narcisa, majd visszatértek Parmába.
A kis Arturo nagyon beteges gyerek volt, ezért szülei szigorú, erőlevesből és kukoricakásából álló diétán tartották. Szülei szegény emberek voltak. Apja nem sokat törődött a munkájával: szívesebben járt a barátaival italozni, vagy titkos politikai megbeszélésekre. Anyja keményen dolgozott, és nagyon szigorúan nevelte gyermekeit (Narcisa után még két leányt szült, Zinát és Adát). Egy Madea Massari nevű lány, aki a szabómesterséget tanulva hosszabb időt töltött a Toscanini-házban, úgy emlékezett vissza a gyermek Toscaninire, hogy „olyan volt, mint egy öregember”, makacs és komoly; nem szeretett a többi gyermekkel játszani. Később Arturót a szülei a Via Caprazucca-i elemi iskolába íratták be, ahol egyik tanítója felfigyelt nem mindennapi memóriájára és zenei tehetségére. A tanító javasolta a szülőknek, hogy írassák a gyereket konzervatóriumba. Claudio Toscanininek tetszett az ötlet, ugyanis a Parmai Királyi Zeneiskola híres intézmény volt, amely a záróvizsgákon legalább kilencven százalékot elért gyermekeket bentlakásos ösztöndíjasként vette fel, az oktatást és egyéb kiadásokat pedig az állam fizette. A felvételire – egyetlen szabad „bentlakó” helyre – tizennyolc gyermek jelentkezett. Toscanini nem nyerte el ezt a helyet, viszont második lett a három pályázó közül, akiket ugyancsak felvettek, mint „külsős” diákot. Így egy évig bejáró diák volt, majd 1878 februárjában, újabb vizsgák után bentlakó ösztöndíjasként tanulhatott tovább.
Az iskolában a tanítás reggel nyolctól délig, majd kettőtől este hatig tartott, hatszor egy héten. A konzervatórium második évfolyamán főhangszerként a csellót jelölték ki számára; tanára Leonardo Carini volt. Toscanini összesen kilenc évig volt az intézet növendéke; ezalatt anyja egyszer sem látogatta meg. Paola Toscanini megelégedett azzal, ha egy héten egyszer látta a fiát az Öt Seb templomban, ahol az iskola növendékei kötelező szolgálatot láttak el.

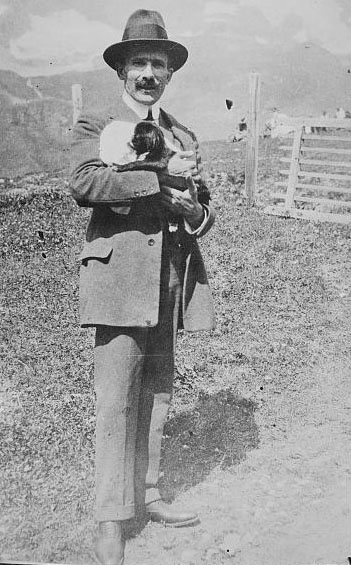
Toscanini

1884-ben a tizenhét éves Toscanini mint csellista, zeneszerző és karmester szerepelt abban a műsorban, amelyet a Konzervatórium növendékei adtak elő a parmai Teatro Regio előcsarnokában. Itt először eljátszotta Emile Dunkler zeneszerző Bevezetés és Polonéz című csellódarabját, majd saját Andante és Scherzo című zenekari művét vezényelte. Az 1884–1885-ös tanévben a konzervatórium igazgatója az összhangzattan helyettes oktatójává nevezte ki. 1885 júniusában Toscanini maximális pontszámmal letette utolsó vizsgáit, megkapta a legmagasabb kitüntetést csellóból és zeneszerzésből, továbbá elnyerte a Barbacini-díjat is – ezt a 137,5 lírát minden évben a legkiválóbb diák kapta meg.

### Rio de Janeiro
Az iskola befejezése után Toscanini egy ideig Capriban és Reggio Calabriában játszott, majd Genovában hajóra szállt, és São Paulóba utazott a társulattal. Az évad április 17-én kezdődött A kegyencnővel és két hónapig tartott. Felléptek Brazília több városában, így Rio de Janeiróban is, ahol a zenekar tagjai fellázadtak az akkori karmester, Leopoldo Miguez ellen, és nem voltak hajlandóak az ő vezényletével színpadra lépni. 1886. június 30-án, egy szerdai napon Miguez egészségi okokra hivatkozva lemondta az esti előadás vezénylését, a színház pedig egy Superti nevű karmestert nevezett ki a helyére. A közönség kifütyülte Supertit, és ő sértődötten távozott. Superti távozása után egy órával az őrjöngő közönség még mindig nem akart távozni, és ekkor felkérték Toscaninit, hogy vegyen frakkot és vezényelje az aznap esti műsort. Toscanini elvállalta, de nem volt hajlandó átöltözni; felsétált a pódiumra, majd leült annak a szélére, és amikor a közönség végre elcsendesedett, felemelte a pálcáját és dirigálni kezdett. Toscanini nemcsak a közönségnek tetszett, de a kritikusok is kedvezően fogadták, ezért a társulat igazgatója, Rossi megkérte, hogy legyen a karmesterük. Ekkoriban tizenegy opera volt a repertoáron, és Toscanini mindegyiket partitúra nélkül vezényelte. Június 30. és augusztus 16. között összesen huszonhat előadást dirigált így. A fizetése nem volt nagy, de az évad végén külön jutalmat, mellette számos értékes ajándékot kapott – egyebek között egy gyémántgyűrűt Dom Pedro császártól. Az ajándékokat azonban besurranó tolvajok ellopták a szobájából.
A dél-amerikai évad után Toscanini visszatért Genovába. Miután leszállt a Savoie nevű francia hajóról, névtelenségbe vonult, és csellistaként dolgozott tovább.

### A kóborlások évei
Genovában Toscanini valamelyik operazenekar csellószólamában szeretett volna elhelyezkedni, de miután dicsérő levelet kapott Nicolai Fingertől, a Rossi-féle társulat vezető tenoristájától, inkább Milánóba utazott. Finger anyagilag is segítette: kifizette útiköltségét, szobát is bérelt neki egy kis hotelben, és bemutatta Giovanna Lucca asszonynak, aki többek közt Wagner olaszországi kiadója is volt. Ugyancsak Finger ajánlotta Lucca asszonynak, hogy Toscanini vezényelje Alfredo Catalani Edmea című új operáját. A művet 1886. november 4-én mutatták be; Toscanini ekkor vezényelt először olaszországi színpadon. A közönség az operát és a karmestert is kedvezően fogadta, és további kilenc előadást tartottak. A Gazetta musicale di Milano zenekritikusa így írt: „Az énekkar hibátlan, a zenekar rendkívül figyelmes és pontos. Toscanini debütálása valóságos diadal… Kívülről vezényelt egy kipróbált maestro biztonságával és energiájával…” Catalani, az opera szerzője a következőket írta egy barátjának: „Az ember azt hinné, hogy nem először lépett fel a karmesteri dobogóra, hanem már legalább húsz éve ezt csinálja. Valóságos fenomén; karrierje biztosítva van.” Az Edmea sikere után Toscaninit felkérték, hogy maradjon a Teatro Carignanónál, és vezesse Wagner A bolygó hollandijának a próbáit, amit ő el is vállalt – közben azonban csellistaként Bolzoni zenekarának is tagja maradt.
1886 végén Toscanini Milánóban telepedett le, majd szüleit és nővéreit is odaköltöztette. Itt a Scalában szerződtették második csellistának, decembertől áprilisig terjedő időszakra, ugyanakkor részt vett Verdi legújabb operájának, az Otellónak a próbáin is. A Scala-szezon végén, júniusban Toscanini leszerződött Giacomo Meyerbeer Az afrikai nő vezénylésére a piemonti Casale Monferratóba, majd 1887 októberében és novemberében ugyancsak ide szerződött a Gioconda és A lombardok vezénylésére.
A következő majdnem tíz év a színházról színházra való kóborlás és a küszködés évei voltak. A szerződések rendszertelenek voltak, a fizetség pedig alacsony; harmadrendű zenekarokat vezényelt, harmadosztályon utazott és harmadrendű szállodákban lakott, azonban ez alatt tökéletesen kitanulta a mesterséget. Ekkoriban határozta el, hogy a bevett szokás ellenére nem engedi megismételni a kedvenc áriákat. Egy Gioconda-előadáson, amikor a közönség ismétlésért kiabált és Toscanini erre nem volt hajlandó, egy egyenruhás katona azt kiáltotta: „Szemtelen fiatal karmester!”; Toscanini megfordult és azt mondta: „Tévedsz, kutya!”, majd folytatta az előadást. Az előadás után a katona párbajra hívta ki a karmestert, ő azonban visszautasította.
Fiatalkorában Toscanini a csellózás és karmesterkedés mellett a komponálással is próbálkozott. Első dalait még tizenöt éves korában szerezte, de komolyan csak 1887-től komponált. 1887 és 1889 között hét szerzeménye jelent meg nyomtatásban; ebből hat dal és egy zongoradarab, a Berceuse (Bölcsődal). Ma összesen huszonhat kompozícióját ismerjük, ebből tizennyolc dal zongorakísérettel, három mű készült zenekarra, egy zongorára, egy hegedűre és zongorára (később átírta szólóhegedűre és vonósnégyesre), és még három, amiről nem tudni, hogy pontosan mi volt. A szövegek, amelyeket dalai mellé választott, többnyire korának divatos költőitől származó romantikus költemények voltak. Az egyik ilyen művét, a Trisztán és Izolda címűt, 1888. június 2-án mutatták be Bolognában, és az előadás végén Toscanini elhatározta, soha többé nem komponál. Később addigi kompozíciói előadását is betiltotta.
1887. december 26-án, egy hónappal a Casale Monferrató-i szerződés lejárta után, Veronába hívták egy rövidebb szezonra, majd hosszabb várakozás után, augusztusban Macerátában kapott szerződést, októbertől pedig a híres milánói Teatro Dal Verme szerződtette. Innen november végén Novarába ment, ahol két hónapos szezont vezényelt, majd Torinóban folytatta, ahol először a Teatro Vittorio Emanuel, majd a Teatro Carignano szerződtette. Torinóból Genovába vezetett az útja, ahol a Politeama Genovese színházban vezényelt, majd két hónapnyi kényszerpihenő után a lombardiai Vogherába utazott egy rövidebb szezonra. Minden szereplése nagy siker volt, a közönség és a kritikusok is kedvezően fogadták. A következő állomás Brescia volt, ahová édesanyjával együtt december közepén érkezett. Itt a Teatro Grandéban vezényelt, majd február végén ismét Genovába ment, ezúttal a Politeama Regina Margheritába, ahol a Mignont és a Carment dirigálta. Akkoriban Toscanini már huszonhárom évesen is elismert karmesternek számított, így megengedhette magának azt a döntést, hogy ezután csak bizonyos feltételek mellett vállal fellépést, megalkuvásra soha nem volt hajlandó. Ezek a feltételek kizárólag a zenekar és a kórus összetételére korlátozódtak és az előadás minőségének javítását szolgálták.

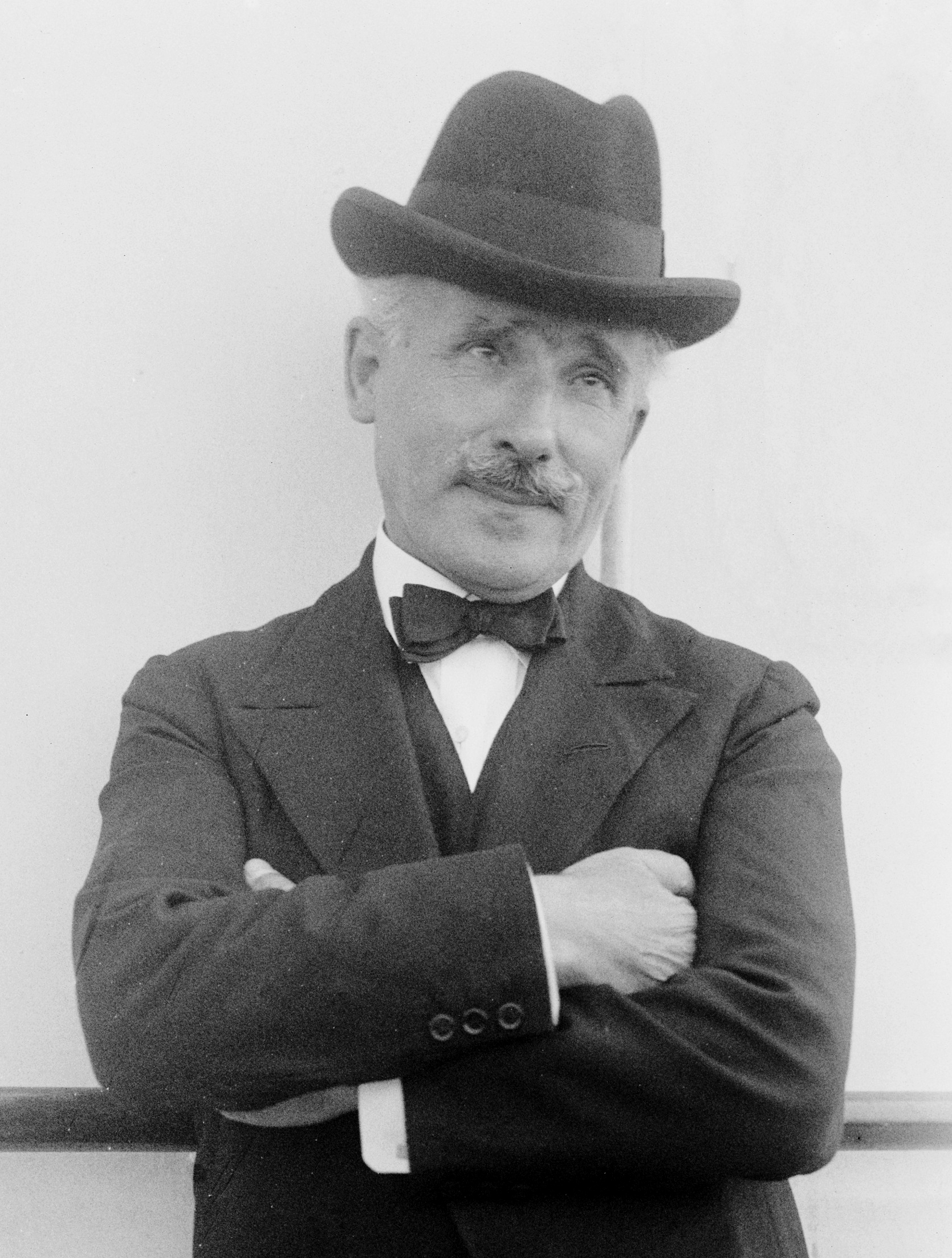
Arturo Toscanini

Toscanini a zenei világban szorgalmáról és kitartásáról volt ismert, azonban volt egy másik jellegzetes tulajdonsága is: a dühkitörések; valami megpattant benne, valahányszor összetűzésbe került muzsikus társaival és a zenei világ szerzőivel. A zenébe testét-lelkét beleadta, ugyanakkor képtelen volt – vagy nem akarta – megérteni, hogy mások másképp is vélekedhetnek, vagy pihenésre van szükségük. A zenében maximalista volt, úgy gondolta, ha valaki képtelen magát teljesen odaadni a tökéletesség eléréséhez, azt inkább nem is szabad ilyen nagyság közelébe engedni. Ha a próbákon valami nem tetszett neki pálcákat tört, kiabált, káromkodott, kottaállványokat dobált és partitúrákat tépett szét, mindeközben sértéseket vágott a „főbűnös” fejéhez. Emiatt sokan utálták, de miután látták, pontosabban hallották az eredményt, sokan meg is bocsátottak neki. Az Il Secolo XIX kritikusa a következőket írta róla a Mignon előadása után: „A zenekar teljes rendbehozatalával Toscanini végül is minden bűnért bosszút állt, amelyet a Művészet nevében elkövettek”.
1890-től Toscanini Torinóban kapott szerződést, majd visszatért a családjához Milánóba, ahol négy hónapig munka nélkül volt. Ugyanezen év októberében Barcelonába kapott meghívást, mint segédkarmester, a Gran Teatre del Liceuban. A szezon végén visszatért Olaszországba, Senigalliába, ahol Pietro Mascagni Parasztbecsület-ét vezényelte. 1891 novemberében és decemberében a torinói Teatro Carignanóban vezényelt. Itt kapta addigi pályafutásának legjelentősebb szerződési ajánlatát Luigi Piontelli impresszáriótól: egy két hónapos szezonra Genova legnagyobb színházába, a Teatro Carlo Felicébe. Itt a zenekart saját elképzelései szerint átalakította, ami nagy viszályokat keltett és két ellentétes táborra osztotta a kritikusokat. A szezon végén visszatért Milánóba, ahol ismét szerződtette a Teatro Dal Verme. Ebben az évadban volt Leoncavallo Bajazzók-jának ősbemutatója, az előadást Toscanini vezényelte. Verdinek tetszett az ifjú karmester tehetsége, ezért ajánlotta Victor Maurelnek, a híres baritonistának, aki bemutatta őt Leoncavallo kiadójának, Edoardo Sonzognónak és a Dal Verme impresszáriójának.
1892 nyarát Toscanini pihenéssel és tanulással töltötte, majd az elkövetkező nyolc hónapban folyamatosan dolgozott. Először Catalani kérte fel, hogy vezényelje legújabb operáját a La Wallyt a szülővárosában, Luccában, a Teatro del Giglióban. Toscanini Luccából Genovába ment, ahol Alberto Franchetti egyik operáját vezényelte a Carlo Felice színházban, majd Rómába utazott a Teatro Costanziba, ahol több előadást is dirigált. Rómából Szicíliába ment, itt négy hónapig maradt a Politeama Garibaldi színházban. Palermóban az utolsó produkció után egy kritikus szerencsétlennek és szánalmasnak nevezte az egész szezont, Toscaniniról pedig azt írta, hogy karmesteri hiányosságait leplezi azzal, hogy a partitúrája csukva hever előtte az előadás alatt. Toscanini ezek után soha többé nem lépett fel Palermóban.
A következő tíz hónapban nem kapott egyetlen felkérést sem. A hosszú szünet után 1894 márciusában azonban újra vezényelni kezdett. Első szerződése Pisába szólt, ahol az Otello első előadásait és Puccini új operáját, a Manon Lescaut-t dirigálta. Májusban Ravennába hívták, itt Massenet Le Roi de Lahore-ját vezényelte, innen Bresciába ment, majd októberben Trevisóba. 1894 novemberét és decemberét Bolognában töltötte, ahol a Falstaff volt első produkciója, amivel nem aratott közönségsikert. Miután hatvanöt nap alatt ötvenkilenc előadást vezényelt, visszament Pisába, ahol ismét a Falstaff-ot dirigálta. Itt konfliktusba került a zenekarral, ugyanis huszonhat zenészt kivéve mindenkit kirúgott, a kiválasztott huszonhat pedig a kollégáikkal való szolidaritásból sztrájkba kezdett. A színházigazgató és a zenészek is próbáltak megalkudni vele, ő azonban hajthatatlan volt és több táviratot is szétküldött Olaszország szerte, majd még aznap este kiváló minőségű hetventagú zenekarral folytatta a próbákat. A konfliktus idején Toscanini kapott egy levelet, amit egész életében megőrzött: „Ön túlságosan kevély és megsértett bennünket; éppen ezért számunkra az Ön zenekara nem létezik. Ha az Ön helyében olyan karmester állna, aki rokonszenvünket élvezi, viharos tapsot kapna. (…) Az igazat megvallva Ön kedves fiatalember, tele intelligenciával, és nagy jövő előtt áll; ám az intelligencia elpárolog abból, aki udvariatlan a közönséggel. Ön embergyűlölő, nem akarja, hogy diákoknak vagy fontos személyiségeknek bemutassák. (…) Ön is népszerű lett volna nálunk, ha nem lenne olyan borzalmas természete.”
Toscanini Pisából Velencébe ment (1895. április–májusban), és ott egyszerre két színháznak is dolgozott: a Malibrannak és a Fenicének. Júniusban Trentóba hívták meg, majd októberben Trevisóba. Ekkoriban huszonnyolc éves volt, és nemsokára felfigyelt rá egy Giuseppe Depanis nevű torinói ügyvéd, aki elhatározta, hogy Toscaninit Olaszország egyik legfontosabb színházának a karmesterévé teszi. Nemsokára Toscanini a torinói Teatro Regio karmestere lett, ahol az első előadás, amit vezényelnie kellett Wagner operája, Az istenek alkonya volt. Toscanini rajongott Wagnerért, így nagyon örült, hogy ő vezényelhette ennek a műnek az első olasz nyelvű előadását. Az előadáshoz meghallgatásokat tartottak, itt énekelt egy Ida De Martini nevű lány is, aki az anyjával és Carla nevű nővérével érkezett a meghallgatásra. Ida megkapta a rajnai sellő, Woglinde szerepét, a nővére pedig Toscaninit, kérőnek.
Az Istenek alkonya 1895. december 22-én került színre, azonban Torino közönsége csak a mű háromnegyedét hallhatta, ugyanis Toscanini attól tartva, hogy a wagneri zene nyelvezetét nem ismerő közönség nem tudja megemészteni a nehéz darabot, kihagyta a Waltraute-epizódot. A darab nagy sikert aratott, a közönség pedig követelte az ismétlést, amelyre ezúttal sem került sor. Az előadáson jelen volt Arrigo Boito zeneszerző is, aki gratulált Toscanininek, és életre szóló barátság vette kezdetét kettőjük között.
1896 februárjában Toscanini vezényelte a Bohémélet világpremierjét a torinói Teatro Regióban. Az operát a kritikusok nem látták ígéretesnek, azonban Toscaninit csak dicsérő szavakkal illették. Ebben az évadban a Teatro Regióban hat opera ötvenkilenc előadását vezényelte valamivel több mint két hónap alatt.
Toscanini szimfonikus karmesterként 1896 tavaszán mutatkozott be. Első teljes estét betöltő előadása március 20-án volt a Regióban; a műsor Schubert C-dúr szimfóniá-jából, Csajkovszkij Diótörő-szvitjéből, Brahms Tragikus nyitányából, végül A Rajna kincse Az istenek bevonulása a Walhallába című részletéből állt. Egy hónappal később a milánói Scalában adott koncertet; ott ez volt az első karmesteri szereplése. A hangversenyek kritikái egyhangúlag dicsérték Toscanini dirigensi tehetségét. Júniusban Toscanini Trentóba ment, itt Az álarcosbált és a Bohéméletet vezényelte, majd augusztusban Bresciába, november–decemberben Bolognába hívták. December végén visszatért Torinóba, a Teatro Regio másodszezonja megnyitására, és itt maradt az évad végéig. Ebben az évadban Toscanini újabb összetűzésbe került, ezúttal a közönséggel: akkoriban az volt a szokás, hogy az előadás alatt a nézőtéren nem kapcsolták le a lámpákat, a közönség pedig ki-be sétálhatott, ehetett, vagy akár kártyázhatott is. Toscanini e szokáson szeretett volna változtatni, és lekapcsoltatta a lámpákat, ugyanis az volt az elképzelése, hogy tökéletes színházi illúzió csak elsötétített nézőtér mellett lehetséges. A közönség azonban nem akart sötétben ülni, ezért az előadást bekiabálással és fütyüléssel zavarta meg. Toscanini kénytelen volt leállítani az előadást, majd amikor felkapcsolták a lámpákat, mérgében széttörte a saját pultlámpáját. Végül az előadás félvilágítás mellett ment le. Toscanini, hogy nemtetszését kifejezze, közömbösen és ülve dirigálta le az opera hátralevő részét. Ugyanezen év márciusában a színháztól öt hangversenyre kapott felkérést, majd harmincötödik születésnapját követően Velencébe ment, ahol a Teatro Rossiban a Bohéméletet vezényelte. Ekkoriban ádáz harc folyt a Puccini-féle Bohémélet és a Leoncavallo-féle Bohémélet között, Toscanini Puccini változatát favorizálta.

### Házassága Carla De Martinivel

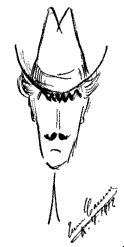
Caruso karikatúrája Toscaniniről

1897. június 21-én Toscanini feleségül vette Carla De Martinit, aki akkoriban még nem töltötte be huszadik életévét. Mivel Toscanini nem szerette a hivatalos ünnepléseket és a fogadásokat, úgy döntött, nem lesz sem hivatalos ceremónia, sem esküvői fogadás, így csak közeli barátait hívta meg. Titokban, vonattal mentek Coneglianóba, azonban az esküvő híre kiszivárgott, és az állomáson nagy éljenző tömeg várta őket. Amikor Toscanini meglátta a tömeget, nagyon dühös lett, leszállt a vonatról, a menyasszonyáról tudomást sem véve elindult a templom felé. A templomi szertartás alatt végig komor volt az arca, az étkezésnél hozzá sem nyúlt az ételhez és bort sem ivott. Másnap nászútra indultak a Dolomitokba. A felesége évek múlva a következőket mesélte a lányának: „Ez volt életem legszörnyűbb utazása”.
Ugyanabban az évben Toscanini Bergamóban kapott szerződést, ahol Donizetti két operáját, A kegyencnőt és a Lammermoori Luciát kellett vezényelnie. A kegyencnőt augusztus 21-én mutatták be, a Lammermoori Lucia előadását azonban lemondta, mivel nem volt elégedett az énekesekkel. Amikor a közönség megtudta, hogy Toscanini visszamondta a vezénylést, nagy felháborodás tört ki. A helyi újságok arról számoltak be, hogy ekkora zűrzavart még nem láttak. Ezért Toscanini úgy döntött, hogy a szerződésnek eleget téve eldirigál néhány előadást, de a közönség nem bocsátott meg neki, és bekiabálásokkal zavarták meg a zenét. Ekkor Toscanini félbeszakította a műsort, és szerződését megszegve visszatért Milánóba. Itt a Teatro Dal Vermébe kapott szerződést októbertől december elejéig. 1898. január 1-jén Torinóba hívták megint, itt Luigi Mancinelli Ero e Leandro c. művének bemutatóját, majd a Mefistofelét és a Bohéméletet dirigálta. Az operaszezon végén négy szimfonikus hangversenyt vezényelt. A második után felhívatták Elena hercegnő páholyába, aki a lovagrend keresztjét adományozta neki. Két nappal az utolsó koncert után megszületett Toscanini és Carla első gyermeke, Walter.
Május 1-jén hosszú koncertsorozat (október 31-éig negyvennégy hangverseny) kezdődött a torinói nemzetközi kiállítás alkalmából.

### A Scala

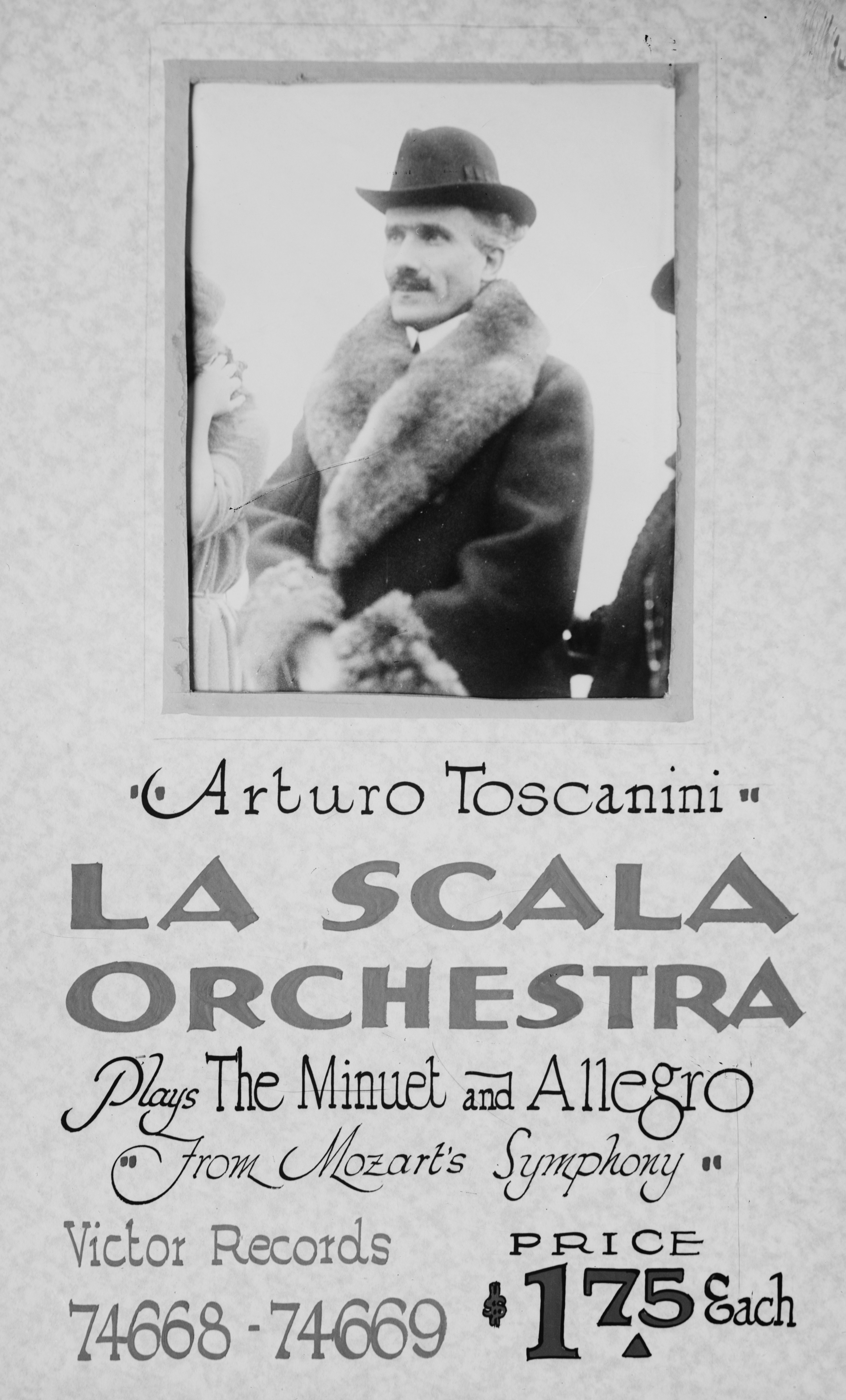
Scala-beli szimfonikus előadást hirdető plakát

Amikor Boitót kinevezték a milánói Scala igazgatótestületének elnökhelyettesévé, Verdi támogatásával az akkor harmincegy éves Arturo Toscaninit tette meg a Scala zeneigazgatójává. Ő ebben az időben Torinóban vezényelt, de hozzálátott a Scala következő évadnyitó előadásának az előkészítéséhez is. A Scala-évad egy hónapnyi próba után december 26-án indult Wagner Mesterdalnokokjával. Toscanini számos újítást vezetett be, ilyen volt a függöny cseréje is, amely az addigi függőleges nyitás helyett, vízszintesen nyílt. Továbbá a nézőtér elsötétítése mellett azt is elrendelte, hogy a földszinten helyet foglaló hölgyek nem viselhetnek kalapot.
A nagy sikerrel lezajlott első előadás után a Norma került volna műsorra. A főpróbán Toscanini úgy érezte, valami nincs rendben a produkcióval, ezért úgy döntött – mindenki felháborodása ellenére –, hogy inkább lemondja. A következő előadások rendben zajlottak, azonban a Toscaninit a változtatások miatt egyáltalán nem kedvelő Giulio Ricordi, a Ricordi kiadóvállalat igazgatója elhatározta, hogy ő majd megmutatja neki, hogyan kell operát csinálni. Később, amikor Toscanini nem volt hajlandó levezényelni Ricordi egyik álnéven írt operáját, az ugyancsak Ricordi kezében levő újság a Gazetta musicale di Milano, amelynek számos cikkét maga a tulajdonos írta, lesújtó kritikákat jelentetett meg a karmesterről. Toscanini nem foglalkozott Ricordi kritikáival, aki közben Verdinél is aláásta a Toscaniniről alkotott jó véleményét avval, hogy leveleiben egyoldalúan számolt be a Scalában folyó reformtevékenységről.
A Scala évadját Massenet Le Roi de Lahore (Lahore királya) és Rossini Tell Vilmos című operája zárta; az előbbit közönyösen, az utóbbit lelkesen fogadták, még Ricordi is. Az évad összesen hat opera ötvenhárom előadásából állt. Az új karmester kettős érzelmeket váltott ki az előadókból és a közönségből egyaránt: egyrészt elismerték és csodálták a tehetségét, másrészt ellenezték az elképzeléseit.
Az 1899–1900-as évad valamivel nyugodtabb volt, mint az előző. A szezont december 26-án nyitották meg a Siegfrieddel, majd az Otellóval folytatták, utána pedig a Lohengrin következett. A Lohengrin egyik próbáján, január 16-án valaki berontott a színházba és közölte Toscaninivel, hogy megszületett a lánya. Toscanini félbeszakította a próbát és hazarohant feleségéhez és lányához, akinek a Wally nevet adták. A következő előadás Cesare Galeotti Antonja volt, majd Puccini Toscájának milánói premierje következett; a darabot két hónappal azelőtt mutatták be először Rómában. A szezon Csajkovszkij Anyeginjének első olaszországi előadásával ért véget. Összesen hat opera ötvennyolc előadása ment az évad folyamán.
Tavasszal négy koncertsorozat volt, majd Toscanini olaszországi körútra vitte a zenekart.
A Scala harmadik évadját a Bohémélettel kezdték. Ebben a darabban debütált a Scala színpadán a híres tenorista, Enrico Caruso. Az előadás megbukott, azonban a következő előadások már jobban mentek. Az új világítási szokás mellett Toscanini egy újabb változtatást is bevezetett, éspedig a hagyományos opera utáni balett elmaradását. Ez csak azokra az esetekre vonatkozott, amikor az operaelőadás túl hosszú volt, mint például Wagner művei, ez ugyanis a zenekart nagyon kimerítette. Végül a baletteket külön estéken adták le. A következő előadás Mascagni Az álarcosok operája volt, amit egyszerre mutattak be hét különböző olaszországi városban.
1901. január 27-én meghalt Verdi. A Scala a gyász jeléül bezárta kapuit, majd február 1-jén Verdi emlékére koncertet rendezett, amelyen hét Verdi-operából adtak elő részleteket. Az évad negyedik premierje Goldmark Károly operája, a Sába királynője volt, amit Donizetti Szerelmi bájitala követett. A Szerelmi bájital volt Caruso első igazán nagy sikere a Scalában. Gatti-Casazza mesélte később, hogy miután lement a függöny, Toscanini odament Carusóhoz, átölelte, majd azt mondta Gattinak: „Istenemre, ha ez a tenorista továbbra is így énekel, az egész világ róla fog beszélni”.
Az 1901-ben Toscanini úgy döntött, nem vezényel koncertsorozatot az évad után, inkább elfogadott egy Buenos Airesbe szóló, jól jövedelmező szerződést. A Toscanini család ekkor a harmadik gyermekét várta, aki végül szeptemberben született meg, és a Giorgio nevet kapta. Toscaninivel együtt szerződtették Carusót, Darclée-t és Borgattit, így április közepén együtt hajóztak át az óceánon. Az argentínai évad május 19-én kezdődött és szeptember elején ért véget. Toscanini szeptember közepén visszatért Milánóba, és nekilátott a negyedik Scala-évad előkészítésének. Az évadot Toscanini kedvenc szerzőjével, Wagner Walkür-előadásával kezdték, őt követte Donizetti operája, a Linda di Chamounix, Humperdinck Jancsi és Juliskája, majd Verdi halálának évfordulóján a Requiem. Ezt követte Verdi Trubadúrja, utána pedig Franchetti Germinája, Carusóval a főszerepben, majd egy ritkaság: Weber Euryanthéja következett. Áprilisban Toscanini négy hangversenyt vezényelt a Scala zenekarával, majd Hamburgba utazott, hogy megnézze Raoul Gunberg díszletét Berlioz Faust elkárhozása című művéhez, és ellátogatott Berlinbe és Eisenachba is, Bach szülőházához, majd visszatért Olaszországba, ahol csatlakozott az éppen a Dolomitokban nyaraló családjához. Nemsokára megint Németországba utazott a bayreuthi fesztiválra, innen Taiba ment kis hegyi túrára, augusztus végén pedig Lugo városában az Aidát vezényelte, majd egy két hetes montecatini pihenés után ismét csatlakozott családjához a Garda-tó melletti Salòban. Innen családostól tért vissza Milánóba, és megkezdte az elkövetkező szezon próbáit, amely december 22-én kezdődött a Faust elkárhozásával.
Az 1902–1903-as évadban újabb feszültségek keletkeztek Toscanini és a Scala vezetősége között, ugyanis Uberto Visconti di Modrone herceg – társasági ember lévén – a színházat a szalon kiterjesztésének látta. Emiatt számos összeütközésbe keveredett Toscaninivel, aki ellenezte Visconti elképzeléseit. Később Toscanini fizetésemelést kért a színház igazgatóságától, azonban a kért összegnél kétezer lírával kevesebbet kapott. Az előadásokon tovább folytatódott Toscanini idegháborúja a publikummal: amikor Az álarcosbál premierjén hívták a karmestert, hogy az akkori szokások szerint hajoljon meg a publikum előtt, ő nem volt hajlandó erre, s a közönség emiatt kifütyülte. De a leggyakoribb összetűzések abból adódtak, hogy Toscanini nem volt hajlandó megismételni a közönség kedvenc áriáit. Az évad utolsó előadásán, ugyancsak egy ismétlés elmaradása után, a közönség bekiabálásokkal zavarta meg az opera második felvonását, mire Toscanini lelépett a pódiumról és hazament. Mikor hazaért, állítólag vérző kézzel, mert dühében belecsapott valamilyen ablakba, vagy üvegtárgyba, a felesége azt kérdezte tőle: „Mi baj van? Már vége?”, Toscanini azt felelte „Igen. Számomra vége.” Ekkor eldöntötte el, hogy soha többé nem tér vissza a Scalába. Másnap reggel hatkor elutazott Genovába, itt felszállt a Sicilia nevű hajóra és elhajózott Argentína felé, ahová a közelmúltban kapott meghívást.

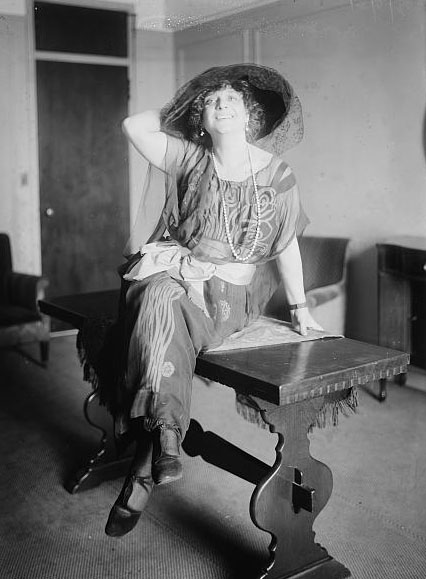
Rosina Storchio

A Buenos Aires-i szezon után visszatért Olaszországba, ahol az elkövetkező kilenc hónap alatt csak két hangversenyt adott, 1904. március 29-én és április 4-én. A téli évadra ismét Buenos Airesbe utazott, ezúttal titkos szerelmét, Rosina Storchiot is magával vitte, mivel Puccini Pillangókisasszonyának a bemutatóján, előadás közben valaki észrevette, hogy az énekesnő terhes. A közönség bekiabált, hogy „È incinta! Il bambino di Toscanini!” (Állapotos, Toscanini gyermekével!), majd fütyülések, hurrogások kísérték az előadást.
Októberben és novemberben Toscanini a bolognai Teatro Comunaléban vezényelt, majd 1904–5 telére családostul átköltözött Rómába. Itt szimfonikus hangversenyeket vezényelt. Áprilisban Bolognába hívták, ugyancsak szimfonikus darab vezénylésére, majd Torinóba. Júliusban Toscanini a torinói zenekart Milánóba vitte, ahol a Scalában léptek fel – két év után ez volt az első eset, hogy Toscanini a Scalában vezényelt. 1905 nyarát családjával együtt a Valle d’Aosta-beli Pré-Saint-Didierben töltötte, ahonnan számos túrán vett részt, még a Mont Blanc csúcsát is megmászta. Októbertől december elejéig operasorozatot dirigált Bolognában, majd a torinói Teatro Regióban vezényelt. A torinói évad után még három hangversenyt adott a Regióban, majd tíz hónapos turnéra vitte a zenekart.
A Toscanini család az 1906-os év nyarát Buenos Airesben töltötte, ahol Toscanini a nyári évadot vezényelte. Itt történt, hogy a négyéves Giorgio Toscanini diftériát kapott és június 10-én meghalt. Toscaninit erős bűntudat gyötörte, ugyanis a fia halálának pillanatában is Rosina Storchiónál tartózkodott. Toscanini formailag nem volt vallásos, szívből megvetette a papokat és az egyházat, azonban hitt Istenben és kereszténynek vallotta magát. Életében szinte mindenen, vágyain, érzelmein tudott uralkodni: takarékosan evett és ivott, keveset aludt és nagyon sokat dolgozott, kerülte a nagyvilági társaságot, mindig a maximumot igyekezett kihozni magából; azonban nem tudott uralkodni az élet szexuális-szerelmi oldalán, azaz nem tudott ellenállni a nőknek. A felesége tudott férje kicsapongásairól, de elnézte neki, egészen a fiúk haláláig. A gyermek halála után el akarta hagyni Toscaninit, végül mégis maradt, és a tragédia után tizennyolc hónappal egy újabb kislánynak adott életet, aki a Wanda Georgina nevet kapta.
Az 1906–1907-es évadra Toscanini szigorú feltételek mellett újból szerződést kötött a Scalával. Később a szerződést meghosszabbították az 1908-as évre is. Az 1908-as évad közben a New York-i Metropolitan Opera hároméves szerződést ajánlott Toscanininek, amit ő elfogadott.

### A Metropolitan

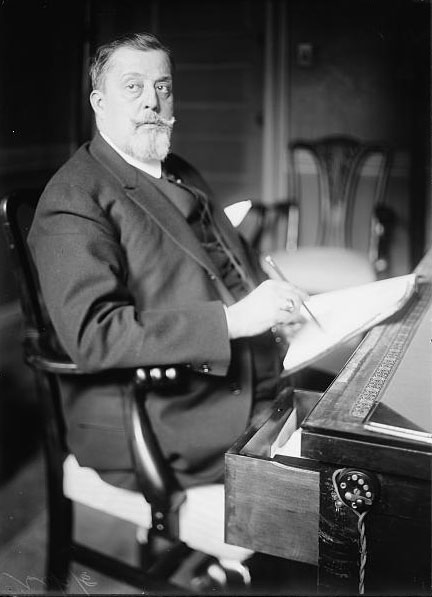
Giulio Gatti Casazza, a milánói Scala majd a Metropolitan igazgatója

A New York-i újságok először 1908. február 4-én számoltak be Toscanini szerződéséről a Metropolitannel. Ugyancsak a korabeli újságokból tudjuk meg azt is, hogy Toscanini csak akkor volt hajlandó elfogadni az amerikai szerződést, ha Giulio Gatti-Casazzát, a milánói opera igazgatóját is magával vihette. Érdekesség, hogy Toscanini és Gatti-Casazza barátságát a korabeli beszámolók kutya-macska barátságnak írták le; tény, hogy nem kedvelték egymást, viszont Gatti jól értett a pénzügyekhez, és flegmatikus természetét nem érintették érzékenyen Toscanini kirohanásai, neki pedig erre volt szüksége.
A Metropolitan énekesei és zenészei egyáltalán nem örültek Toscanini érkezésének, Caruso felmondással fenyegetőzött, az amerikai születésű tagok pedig a „két olasz” hatalmától féltek. Az egyik ismert amerikai szopránénekesnő, Emma Eames később az emlékirataiban is csak úgy beszélt Toscaniniről és Catti-Casazzáról, hogy „ezek az olaszok”.
Röviddel New Yorkba való érkezése után Toscanini elkezdte ellenőrizni a kórus és a zenekar kiválasztását, majd elkezdődtek a zenekari próbák is. Ekkoriban Toscanini még nem tudott angolul, a német nyelvtudása is szegényes volt, s ez a tény növelte a szokott idegességét. A próbákon partitúra nélkül jelent meg, azonban a zenekar csodálatát igazán akkor nyerte el, amikor javítgatni kezdte a nyomtatott szólamokban rejtőzködő hibákat, melyek a többi karmester előtt eddig észrevétlenek maradtak. A próba végén a zenekar tapsban és éljenzésben tört ki. A New York-i szezon első előadása az Aida volt, Carusóval, Emmy Destinnel és Scottival a címszerepben. Az előadás óriási sikert aratott, és a következő előadások is – mind kizárólag olasz operák – nagy sikert hoztak. A Metropolitan másik karmestere Mahler volt, aki a nem-olasz operákat vezényelte, később azonban Toscanini elkezdte a német-francia repertoárt is dirigálni.
Toscanini New Yorkban sem változtatott azon az alapelvén, hogy a színházon belül, a zenében minden döntési jog az övé. Ahhoz pedig, hogy egy operát egységesen tudjon előadni, meg kellett győznie, vagy rá kellett erőltetnie az előadókra a saját elképzelését. Azonban Toscanini sem türelmes, sem diplomatikus nem volt, s ezért állandó konfliktusban volt a zenészekkel és az énekesekkel. Ennek ellenére a Metropolitan 1909. február 27-én további két évre meghosszabbította Toscanini és Gatti szerződését. A következő évad kezdetéig Toscanini Milánóba utazott, ahol az új konzervatórium hangversenytermének a berendezése javára vezényelt előadásokat. A nyár egy részét az Alpokban töltötte a családjával, majd Münchenbe utazott, hogy meghallgasson egy Brahms-fesztivált. Ősszel visszatért New Yorkba, ahol november 15-én kezdődött az évad, a Giocondával. Ebben az évadban kilenc opera harminckilenc előadását vezényelte, plusz huszonkét turnéelőadást öt városban. A szezon végén az operatársulat – a zenekar kivételével – Párizsban vendégszerepelt egy rövidebb olasz operaszezonban. Itt a megnyitó előadás majdnem elmaradt, mert azzal vádolták a Metropolitan igazgatóságát, hogy mellőzi a francia énekeseket. A párizsi sajtó rosszindulatú kampányt indított Toscanini és Gatti ellen, az előadások azonban kifejezetten nagy sikerrel folytak le; esténként átlagosan 10 500 dollár volt a bevétel, ami akkoriban igencsak nagy összegnek számított.

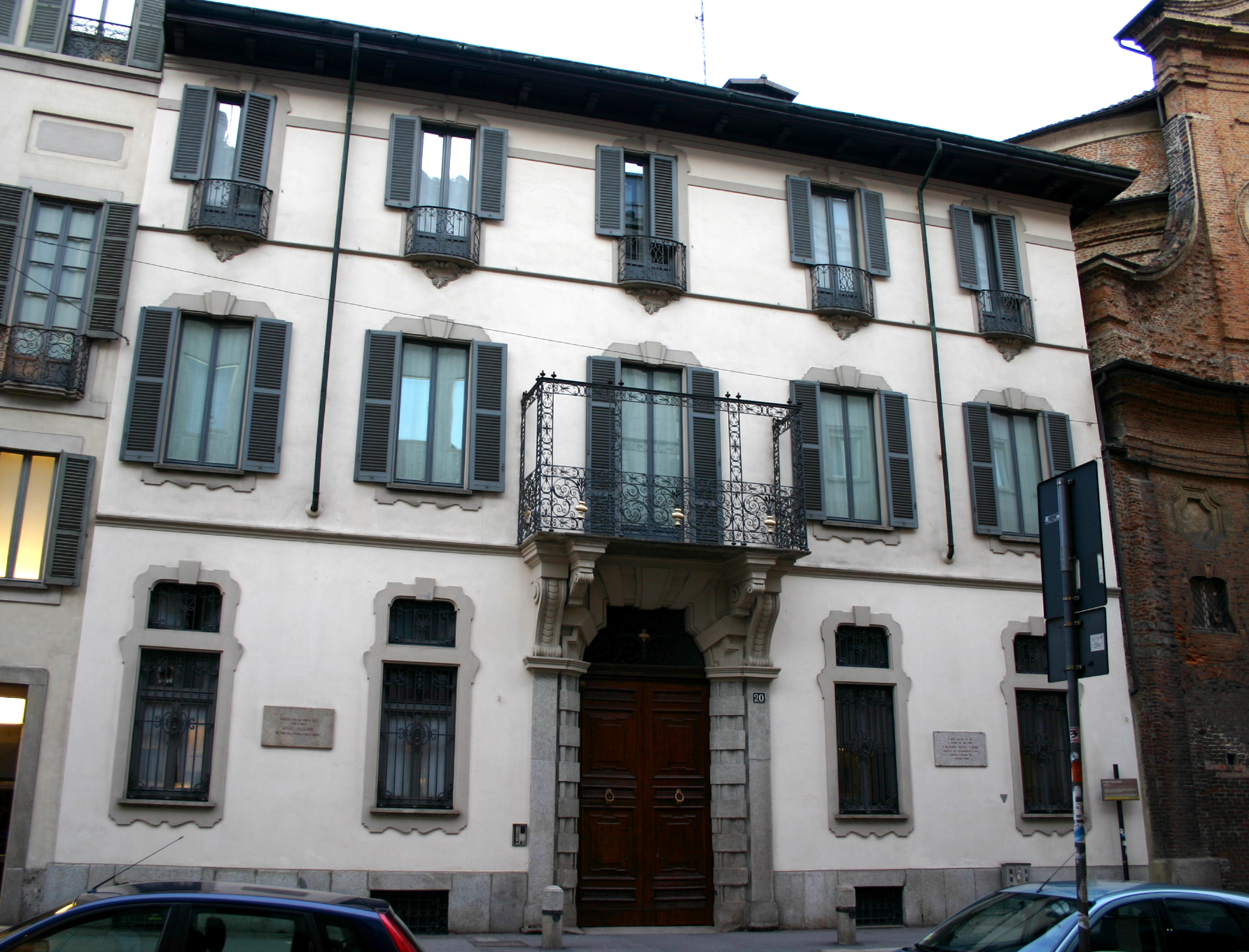
A Toscanini-ház a milánói Via Durinin

A társulat Párizsból Milánóba ment, ahol egy elsüllyedt tengeralattjáró túlélői részére rendeztek jótékonysági előadást. Olaszországban Toscanini egy kis időre Montecatiniben pihent. Augusztusban Puccini kérésére átnézte a készülő opera, A Nyugat lánya partitúráit, majd október közepén ismét New Yorkba utazott, ahol november 14-én megkezdődött az operaszezon. December 10-én előadták Puccini új operáját, a mű azonban nem aratott nagy sikert. Ez az operaszezon öt hónapig tartott, Toscanini tizennégy opera hatvanhat előadását vezényelte, a hét turnéelőadást nem számolva.
1911 tavaszán Toscanini hazalátogatott Olaszországba, ahol először Milánóba, majd Rómába utazott, hogy a Falstaffot és A nyugat lánya olaszországi premierjét vezényelje a Teatro Costanziban. Júniusban további előadásokat vezényelt, majd Milánóban megvette a Via Durinin levő kétemeletes, tizenkilencedik században épült, szép udvarú és kovácsoltvas erkélyű házát. Ez a ház élete hátralevő részében a kedvenc lakása lett. Augusztusban Toscanini Moncenisióban (az Alpokban) pihent a családja körében, majd szeptemberben a Torinói Nemzetközi Kiállítás alkalmából, szeptember 16. és 29. között öt hangversenyt vezényelt.
A következő New York-i évad november 13-án kezdődött az Aidával. Az évad statisztikája: tizenhárom opera ötvennyolc előadással, plusz öt turnéfellépés. Ez a szezon is nagy sikert volt, így március 28-án a Corriere della sera bejelentette Toscanini és Gatti szerződésének meghosszabbítását további három évre. Az évad végén Toscanini Buenos Airesbe ment, itt májustól szeptemberig tizenöt operát dirigált. Ez volt Toscanini utolsó fellépése Dél-Amerikában.
Dél-Amerikából Toscanini Olaszországba utazott, ahol két előadást vállalt a milánói Teatro del Popolóban, november 10-én és 11-én. Az első előadásra nagyon olcsó jegyárakat kértek, de csak munkások és azok családja vehettek részt az előadáson. Innen Toscanini Rómába ment, ahol elkezdte a hangversenypróbákat a november 17-i és 20-i koncertre. Innen egy hétre visszatért Milánóba, majd elutazott New Yorkba a következő évad kezdésére. Ez volt az első alkalom, hogy nem Toscanini vezényelte a megnyitó előadást, ő december 18-án kezdett az Orfeusz és Euridikével, majd egészen március közepéig folytatta, az előző évadokból válogatott további nyolc operával. 1913. március 19-én Toscanini régi álma teljesült, amikor eldirigálta Muszorgszkij Borisz Godunov című operájának első amerikai előadását. Erre az előadásra Toscanini a próbákat még januárban elkezdte, a díszleteket és a jelmezeket pedig Párizsból hozatta. Az operát olaszul énekelték.

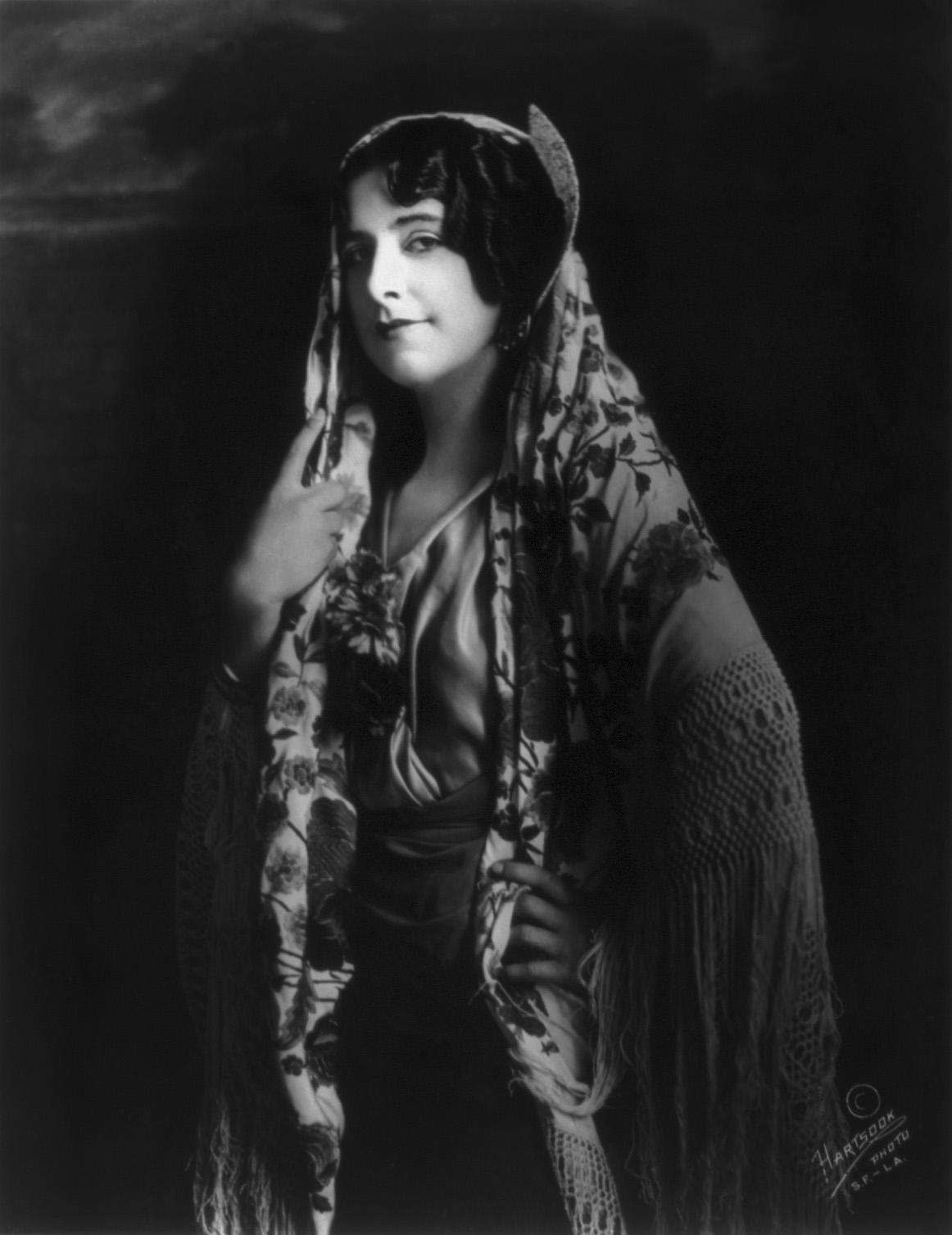
Geraldine Farrar

A Borisz Godunov próbáin jelen volt egy olaszul beszélő újságíró is, aki összebarátkozott Toscaninivel. Később ez az újságíró Toscanini tanulási módszeréről közölt egy cikket a The Century című lapban: „Toscanini tanulási módszere a következő: először leül a zongorához és gondosan lejátssza a partitúrát, miközben erősen rövidlátó szemét egészen a kotta közelében tartja. Ezen a módon egészíti ki és élesíti fotografikus látását élesen halló és emlékező fülével. Ezt követően zongora nélkül tanulmányozza a partitúrát, a zongorát csak néha-néha hívja segítségül. Kényelmesen kinyújtózva az ágyban, vagy fotelban ülve, órákat tölt el egyfolytában a kötetekbe mélyülve; néha az egész éjszakáját munkával tölti… Fontos figyelmet szentel a főszereplőknek, néha elmegy az otthonukba és maga kíséri őket a zongorán… A következő lépés a színpadi próba…” Az évad következő darabját április 5-én adták elő (Don Pasquale), majd nyolc nappal később Toscanini első Metropolitan-béli szimfonikus koncertjét dirigálta. A műsor: Wagner Faust-nyitánya, Richard Strauss Till Eulenspiegelje és Beethoven 9. szimfóniája volt. Az előadásra az összes ülő- és állóhely elfogyott, a korabeli újságok pedig arról számoltak be, hogy közel ötezer ember állt sorban a színház előtt a bejutás reményében. Az előadás hatalmas siker volt, majd 18-án a nagy érdeklődés miatt megismételték. Ebben az évadban Toscanini tizenegy opera harminchat előadását vezényelte, ezen kívül hat turnét. Az évad végén hazautazott Olaszországba, ahol a következő négy hónapot kizárólag pihenéssel töltötte, és egyszer sem vezényelt. Ősszel, szeptemberben és októberben, Verdi születésének 100. évfordulóján (1913. október 10.) a Traviatát és a Falstaffot vezényelte, a zeneszerző szülővárosában, Bussetóban. Innen – öt év után először – visszatért a Scalába, ahol a Verdi-ünnepségeket folytatták, majd visszatért New Yorkba, ahol november 17-én a Giocondával megnyitotta az operaszezont. Ebben az évadban tizenhárom opera ötvenhárom előadását vezényelte, és hétszer vendégszerepelt más színházakban is.
Toscanini egy idő után egyre nehezebben jött ki Metropolitan vezetésével, ezért fontolóra vette a lemondását is. A lemondásnak azonban volt egy másik oka is: szerelmi kapcsolatba keveredett a nála tizenöt évvel fiatalabb Geraldine Farrar énekesnővel. Toscanini a nyarat Olaszországban töltötte, ahol megállapodást kötött egy oroszországi vezénylésre, de a háború kitörése ezt a tervét meghiúsította. A nyár nagy részét Viareggióban töltötte a családjával és Puccinivel. Október 19-én Toscanini, Caruso és De Luca részt vett a római Teatro Costanziban megrendezett jótékonysági előadáson. A pénzt a Németországban rekedt olasz vendégmunkások hazahozatalára ajánlották fel.
1915 őszén Toscanini visszatért New Yorkba, hogy elkezdje ott töltött hetedik évadját. Az évad november 16-án kezdődött Az álarcosbállal. Tavasszal a Metropolitan takarékossági programjának köszönhetően számos kóristát és zenészt elbocsátottak, de a díszletekre is kevesebb pénz jutott, s ezek így együtt az előadások színvonalának a romlását idézték elő. Miután az április 13-ai Carmen-előadás megbukott, Toscanini még levezényelte a másnapi Irisz-előadást, de a következő hatot lemondta. Ezen felül lemondta a 18-ára tervezett szimfonikus hangversenyt is, majd egy hangversenyturnét is, majd hozzátette: nem tér vissza a következő évadra. Lemondásának másik oka Farrar volt, aki kijelentette: válasszon, vagy ő, vagy a családja. Mivel Toscanini számára a család olyan dolog volt, ami minden fölött állt, az övéi mellett döntött. A szakítás után azonban több éven keresztül még levelezett Farrarral.

### Újra Olaszországban

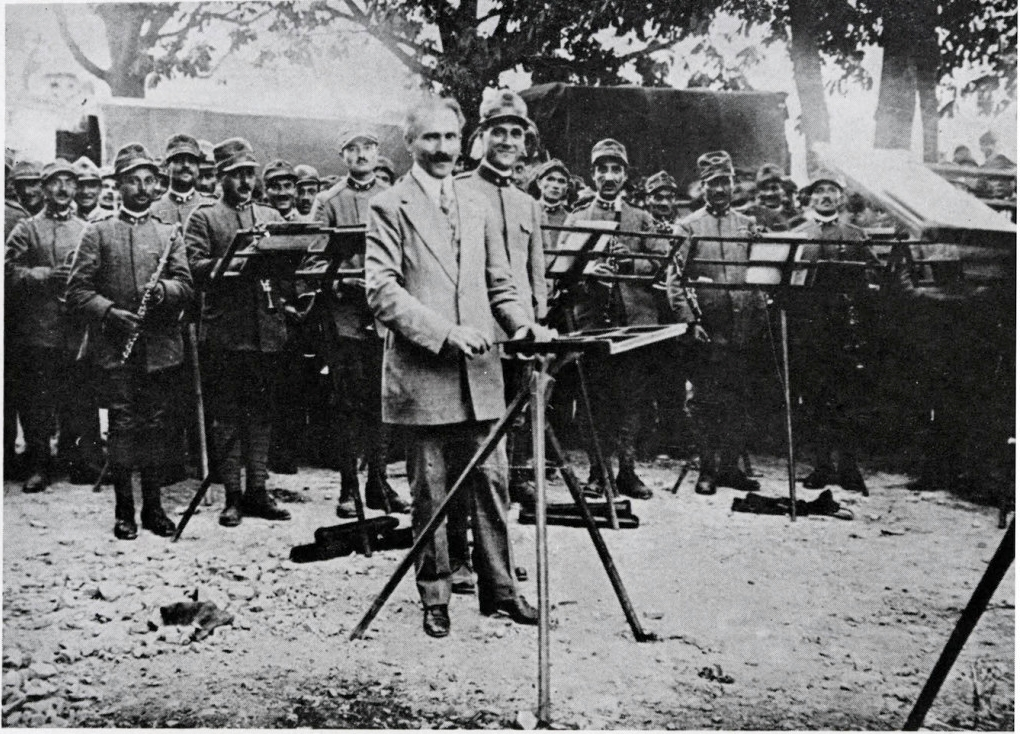
Toscanini a frontkatonák zenekarát vezényli az első világháborúban

Olaszországban Toscanini számos jótékonysági előadást vezényelt a háború okozta károk enyhítésére. 1915 és 1920 között elmélyült a politikában is; Gatti és Wally Toscanini elmondásaiból tudjuk, hogy Toscanini elfogult patrióta volt, és gyűlölte a német militaristákat. Tulajdonképpen keveset értett a politikából, de meg volt győződve arról, hogy Trentino, Alto Adige, az Isztriai-félsziget stb. Olaszországhoz kell tartozzék. Először intervencionista lett, majd a háború lelkes támogatója.
Amikor Olaszország belépett a háborúba, Toscanini felesége, Carla és Wally lányuk bekapcsolódott a Vöröskereszt munkájába. Toscanini fia, Walter először önkéntesként vonult a Vöröskereszttel a frontra, majd amikor betöltötte a tizennyolcadik életévét, bevonult a hadseregbe. Toscanini mindeközben jótékonysági előadásokat vezényelt. Azonban amikor egyiken a közönség kifütyült egy darabot, csak azért, mert a szerző német volt, Toscanini lement a dobogóról és lemondta a többi előadást is. Néhány nap múlva megjelent egy rendelet, ami szerint Rómában tilos német zenét játszani a háború végéig. Toscanini 1920-ig nem vállalt több fellépést a fővárosban.
A következő hónapok viszonylag eseménytelenül zajlottak a számára. A háború az anyagi helyzetét is erősen lerontotta, annyira, hogy a Via Durinin álló házát is el kellett adnia, azonban aki megvette, megengedte Toscaniniéknak, hogy bér fejében a házban maradjanak. Toscanini az egész háború alatt és még utána hónapokig nem keresett egy lírát sem, azonban részletesen figyelemmel kísérte, egy nagy térképen kis zászlócskákkal jelezte a hadmozdulatokat és a frontvonalak mozgását. 1917 nyarán katonazenekart alakított, és a fronton adott előadásokat a katonáknak. Augusztus végén Monte Santóban vezényelte a zenekarát, az olasz támadás idején, de egyetlen zenész sem sebesült meg. Toscanini a fronton maradt egészen a caporettói vereségig. Miután elvitte sebesült fiát az udinei hadikórházba, hazatért Milánóba. Hazatéréséről leánya, Wally a következőket írta 1972-ben: „A személyzeti ajtón jött be; arca hamuszínű és piszkos volt, szeme a sírástól dagadt. Mama azt hitte, hogy valami borzalmas dolog történt Walterral, talpra ugrott és azt sikoltozta: >>Walter, Walter!<< Apám azt mondta: >>Nem ő. Olaszország. Olaszországnak vége.<< Megölelte anyámat és elkezdett sírni.”
A következő időkben tizenkét hangversenyt szerveztek a konzervatóriumban az 1918. január 6. és március 24. közötti időszakra. Júniusban, húsz évvel az után, hogy Toscaninit elindította a karmesteri pályán, meghalt Arrigo Boito. Toscanini egész éjjel a ravatal mellett virrasztott, majd napokra bezárkózott a dolgozószobájába.
A Scala számos jótékonysági előadást adott Toscanini vezénylésével, és az egyik ilyen próbán kapták a hírt, hogy a háborúnak vége. Toscanini zárkózottabb lett, mint valaha, és nagyon keveset dolgozott. Meghívást kapott Londonba, de elutasította, és Torinóban vállalt fellépéseket először a háború után.
1919-ben megismerkedett Mussolinivel, és nemsokára pártjának a támogatója lett. Toscanini egyetértett Mussolini drasztikus intézkedéseivel, aki az 1919. november 16-i parlamenti választásokon Toscaninit is felvette a jelöltek listájára. Mussolini csoportja azonban nem kapott elegendő szavazatot, s ezzel Toscanini hivatalos politikai pályafutása befejeződött. A választást követő időkben még pénzzel támogatta a pártot, de amikor Mussolini a fasizmusra váltott, Toscanini hátat fordított neki és a pártjának is.
1920 elején Rómában és más olasz városokban vezényelt hangversenyeket. 1920. június 14-én a milánói Scala adminisztratív tanácsa „teljhatalmú igazgatóvá” nevezte ki.

### Milánó és New York
Toscanini igazgatósága alatt a Scala színház belsejét átalakították: a színpad előterét megrövidítették, a zenekari árkot kibővítették és megemelték, a színpad mennyezetét hét méterrel megemelték, és új kupolát helyeztek el a világítás számára. A zenekart is átalakította; kizárólag csak olyan zenészek voltak a zenekarban, akiket Toscanini maga válogatott be. A zenekar az Arturo Toscanini Zenekara nevet viselte. Mivel a Scala renoválás alatt volt, a próbákat a konzervatóriumban kezdték el, ahol összesen húsz zeneszerző harmincegy darabját tanulták be. Október 23-án a zenekar turnéra indult: Milánóban kezdtek, majd november 29-éig harminchárom koncertet adtak huszonegy olasz városban. Mindenütt nagy sikert arattak. November 30-án Toscanini és a zenekar Nápolyban hajóra szállt, hogy Amerikában folytassa a turnét. Az amerikai turné a tervezett tíz hét helyett tizenhatra nyúlt, és óriási sikert hozott a zenekarnak. A társulat december 13-án érkezett New Yorkba, és tagjai másnap nézőként részt vettek az akkor már nagyon beteg Caruso utolsó fellépésén Halévy A zsidónő című operájában.
Toscanini és zenekara december 16-án Philadelphiába utazott, hogy elkezdjék a felvételsorozatot a Victor Talking Machine Company számára. Decemberben hét napot, márciusban nyolcat töltöttek a stúdióban. Karácsonykor visszatértek New Yorkba, itt a Metropolitanben adtak koncertet, majd egy speciális különvonaton országos turnéra indultak. Márciusban újabb lemezfelvételek készültek, majd két hét múlva a zenekar visszatért Olaszországba. Itt újabb turnéra indultak, amely április 20. és június 16. között tizenkilenc várost érintett.
A Scala 1921. december 26-án nyitotta meg újra kapuit a közönség előtt. Az első előadás Verdi Falstaffja volt, Mariano Stabilével a címszerepben. Ezt követően Toscanini nyolc évadot vezényelt le a Scalában.
1925-ben az New York-i Filharmonikusok ajánlottak neki szerződést. A szerződés szerint tizenegy hangversenyért 20 000 dollár fizetést kapott, és a jövedelemadóját is állták a Filharmonikusok. Később a szerződést meghosszabbították, és további 2000 dollárt ajánlottak fel. A hangversenysorozat 1926. január 14-én kezdődött és február 7-éig tartott. Az utolsó előadás után a Toscanini család még aznap este visszatért Olaszországba.
Milánóban Toscanini folytatta a már elkezdett évadot. Ebben az évadban mutatták be az időközben meghalt Puccini befejezetlen operáját, a Turandotot, s bár többen is írtak befejezést, egyik sem nyerte el Toscanini tetszését. Végül Franco Alfano írt befejezést, azonban Toscanini a premieren ezt sem volt hajlandó előadni, s Liù halála után, a harmadik felvonás közben, letette a pálcáját, majd a közönség felé fordult és bejelentette: „Qui finisce l'opera, perché a questo punto il maestro è morto” (fordítás: Az opera itt véget ér, a Maestro halála miatt itt félbemaradt).
Ezekben az években történt, hogy Mussolini többször is el akart látogatni a Scala valamelyik előadására, azonban amikor Toscanini értesült a látogatás időpontjáról, az aznapi előadás helyett mindig próbát tűzött ki. Mindezt azért tette, mert nem volt hajlandó az előadás végén előadni a Giovinezzát, ami egy fasiszta induló volt. Ezzel a tettével azonban magára haragította Mussolinit és az egész fasiszta pártot.

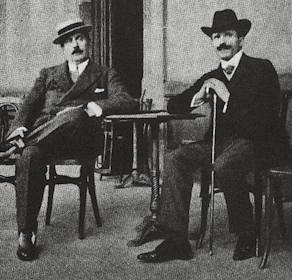
Puccini és Toscanini

Toscanini az 1925–26-os évadban tizenöt opera ötvenegy előadását vezényelte. Szeptemberben, Verdi halálának huszonötödik évfordulóján Bussetóba ment, hogy emlékkoncertet vezényeljen, majd visszatért Milánóba, hogy elkezdje a Beethoven halálának a századik évfordulójára rendezett emlékkoncert próbáit. Az operaszezon november 14-én kezdődött, azonban Toscanini csak egyszer vezényelt, mivel fájlalta a bal karját. Január elején New Yorkba ment, azonban a karjában lévő gyulladás továbbra is fájt, ezenkívül depressziós is volt. Az orvos teljes nyugalmat ajánlott neki, így több előadást is le kellett mondania. Márciusban ismét a Scalában volt és operákat vezényelt. Május végéig tizenkét opera ötven előadását dirigálta. A nyár hátralevő részét Alpinóban töltötte, majd három hangversenyt vezényelt a Scalában október 9–12–13-án. Az új operaszezont november 16-án a Mefistofelével nyitotta meg. 1928. január 9-én New Yorkba indult, itt január 26. és április 1. között negyvenháromszor vezényelte a Filharmonikusokat, több városban is. A koncertsorozat végén visszatért Milánóba, ahol a következő hetekben tíz opera negyvenhárom előadását vezényelte.
1928 októberében Toscanini a Scalában négy hangversenyt dirigált. Utolsó, teljes olaszországi operaévadja november 15-én kezdődött az Otellóval. Toscanini erős kar- és hátfájdalmaktól szenvedett, ugyanakkor álmatlanság is gyötörte. December 26-án megünnepelték a harmincéves évfordulóját annak, hogy átvette a Scala vezetését; Toscanini ugyanazt a darabot dirigálta, mint a harminc évvel azelőtti napon: A nürnbergi mesterdalnokokat. A Scala és Milánó szerette volna megajándékozni valamivel a karmestert, de tudták, hogy a pénzajándék megsértené, az ünnepélyes ceremóniáktól pedig irtózik, így végül úgy határoztak, hogy létrehoznak egy „Toscanini-alapítványt”. Az alapítvány a zenészek, énekesek és kórustagok gyermekeinek üdültetését és esetleges orvosi ellátását biztosította. Toscanini örömmel elfogadta az ajándékot, és ő maga is 100 000 lírát tett hozzá 1930-ban.
1929. január 12-én Umberto Giordano Il re című operájának világpremierjét vezényelte, majd február közepén New Yorkba utazott, ahol január 21-én kezdődött koncertsorozata. Toscanini ez idő tájt beleegyezett, hogy a következő évadtól a Filharmonikusok vezető karmestere legyen. Ugyanekkor elkezdte az európai turné szervezését is, majd visszatért Milánóba, ahol további operákat dirigált. A következő hónapokban ausztriai és németországi turnéra vitte a Scala-társulatot, majd lemondott a Scala igazgatói posztjáról.

### Filharmonikusok, NBC szimfonikus zenekar és vendégszereplések évei

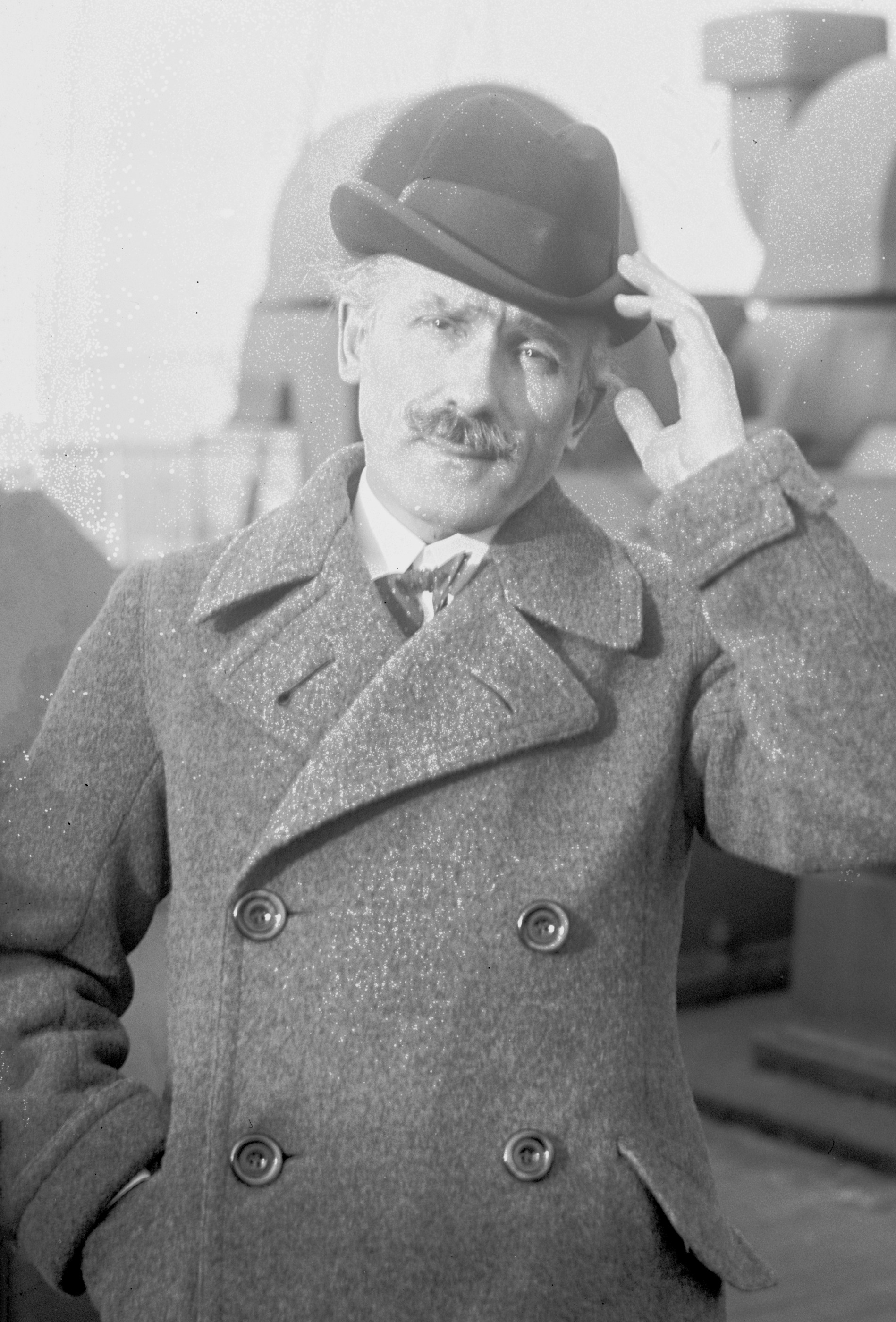
Toscanini

Bár a Scala igazgatósága még 1929 júniusában is reménykedett Toscanini maradásában, ő New Yorkba utazott és elkezdte a Filharmonikusokkal a próbákat a következő évadra. Az évad első előadása október 30-án volt, az utolsó pedig november 24-én. Ugyanekkor egy lemezfelvétel is készült, majd Toscanini egy hosszabb pihenőre visszatért Olaszországba. Február 27-én New Yorkban újabb hangversenyek következtek, és készültek egy európai turnéra. A turnéra április végén indultak; a zenekar 112 muzsikusa harmincnégy különböző országból származott, és csak húsz volt amerikai születésű. Az európai turné alatt a zenekar kilenc ország tizenöt városában lépett fel és összesen huszonhárom hangversenyt játszott. Az utolsó koncert a londoni Queen's Hallban volt, majd a zenekar visszatért Amerikába, Toscanini pedig Olaszországba ment pihenni.
Mindössze három hétig pihent hazájában, majd Bayreuthba ment, ahol a Wagner-fesztiválon kérték fel vezénylésre. A fellépést ingyen vállalta, Wagner iránti tiszteletből, és bár később csekket küldtek neki, ő nem fogadta el. A fesztivál végén Salsomaggiore fürdőhelyen pihent meg, majd visszatért New Yorkba. Itt november 13-án kezdődött az évad. Az évad 1931. január 18-án ért véget, ekkor a Maestro egy hónapra visszatért Olaszországba.
A New York-i évad második fele február 23-án kezdődött; Toscanini április 19-éig harminckét hangversenyt vezényelt és öt városban vendégszerepelt. Márciusban aláírt egy szerződést, melynek értelmében a következő évadban tizenöt hét alatt hatvan hangversenyt dirigál. Ezekben az időkben Toscanini mintegy nyolcvanszor annyit keresett, mint egy átlagos muzsikus. Április végén visszatért Olaszországba, ahol Bolognában vállalta a helyreállított Teatro Comunale nyitóelőadásának vezénylését. A vezénylést ingyen vállalta, azonban amikor azt kérték tőle, hogy az előadás előtt játssza el a zenekarral a Giovinezzát, lemondta a vezénylést. A színházat fasiszta fiatalok vették körül, és amikor Toscanini kiszállt a kocsiból, többször is arcon ütötték – Toscanini ekkor hatvannégyéves volt.
A bolognai incidens után a Toscanini-házat állandó megfigyelés alatt tartották, útlevelüket elvették. Az erről 1938-ig összegyűlt iratok máig fellelhetők az archívumokban. Toscaniniék a nemzetközi nyomás hatására június elején kapták vissza útlevelüket; ekkor St. Moritzba utaztak, majd a bayreuthi fesztiválra. Több karmester mellett Toscaninit is felkérték, hogy augusztus 4-én, Siegfried Wagner halálának évfordulóján vezényeljen a Festspielhausban. Erős hátfájdalmai ellenére elfogadta a meghívást, de kikötötte, hogy a próbákon nem lehet jelen senki a zenekaron kívül. A hangverseny napjának délelőttjén, amikor Toscanini megérkezett a próbára, a színházterem tele volt nézőkkel, mire ő megfordult és elment; az előadásra sem jött vissza.
Egy hosszabb olaszországi pihenő után november 16-án visszatért New Yorkba, azonban hátfájdalmai egyre erősebbek lettek, míg december 20-ai előadás után helyettest kért és visszatért Olaszországba. Itt több orvos is kezelte, míg végül elment a Siena közelében fekvő Cetona falu melletti Piazze helységbe, ahol egy bizonyos dr. Alberto Rinaldi kúrálta, aki félig orvos, félig kuruzsló volt, és Toscanininek napi huszonnégy injekciót rendelt. A terápia három hónapig tartott, s alatta a mester egyetlen fellépést sem vállalt. Áprilisban egy jótékonysági hangverseny végett New Yorkba utazott, majd visszatért Olaszországba, ahol a röntgenvizsgálatok kimutatták, hogy Rinaldi doktor kezelései hatásosak voltak. Toscanini sokkal jobban érezte magát és többször is visszatért kezelésekre, sőt más karmestereknek is ajánlotta az orvost, akit 1935-ben máig tisztázatlan körülmények között gyilkoltak meg.
Toscanini egészsége javulása után Párizsba ment, hogy június 17-én részt vegyen egy hangversenyen, amelyet Claude Debussy szobrának leleplezése alkalmából tartottak a Théâtre des Champs Elysées-ben. Olaszországban közben egy csoport zenekari muzsikus kegyelmet kért Toscanininek „a Duce felvilágosult jóságára” hivatkozva, hogy vezényelhessen Milánóban; a hangversenyre azonban nem került sor. Ugyanez megismétlődött Torinóban is, Mussolini csak akkor engedte volna Toscaninit vezényelni, ha a himnuszt is vezényli, ő azonban erre nem volt hajlandó.
1933-ban, Toscanini hivatalos volt a bayreuthi Wagner-fesztiválra, még a város díszpolgárának is megválasztották, azonban amikor tudomást szerzett a zsidó zenészek üldözéséről, lemondta a részvételt. Április 1-jén tiltakozó távirat ment New Yorkból Hitlernek az új fajüldöző politika ellen. Az első aláíró Toscanini volt, a levél pedig másnap megjelent a reggeli lapokban; amikor délután megjelent a Carnegie Hall dobogóján, a közönség tapsviharral fogadta Toscaninit. Ennek ellenére Hitler táviratozott neki, hogy szívesen fogadná Bayreuthban; Toscanini április 29-én válaszolt Hitlernek, tőle szokatlan, homályos módon, a fesztiválra pedig végül nem ment el. Ezt követően Németországban betiltották a rádióban az általa vezényelt hangversenyek sugárzását, majd lemezei árusítását is. A levél írása után nem sokkal visszatért Olaszországba és kibérelte a Lago Maggiorén, Pallanza (ma Verbania része) városkával szemben fekvő Isolino di San Giovanni nevű kis szigetet; élete során többször is pihent itt, a 17. századi Borromeo-palotában.
A pihenés után Toscanini Párizsban vezényelt, majd Bécsbe ment, ahol a Bécsi Filharmonikusokkal lépett fel. Egy milánói pihenés után Stockholmba hívták, majd megint visszatért Milánóba, ahol decemberben volt Wanda lánya és a híres zongorista, Vladimir Horowitz esküvője. Ugyanebben a hónapban fogadta a Menuhin családot az otthonában, akik Yehudi Menuhin első ottani koncertje alkalmából érkeztek Milánóba. Toscanininek nagyon tetszett a fiatal hegedűművész, így intézkedett, hogy a következő hónapban eljátszhassa vele Beethoven Hegedűversenyét a Filharmonikusokkal. Toscanini és Menuhin együtt utaztak New Yorkba, majd 1934. január 18-án és 19-én a Menuhin és a Filharmonikusok együtt zenéltek.
Toscanini az 1934-es évadban tizennégy hét alatt hatvannégy hangversenyt vezényelt, majd május 5-én áthajózott Európába. Itt a Lago Maggiorén található szigetén pihent, közben Párizsban vállalt fellépést. Augusztus 23-án Salzburgban lépett fel, majd egy rövid időre visszatért Olaszországba, majd októberben a Bécsi Filharmonikusokat vezényelte, de ellátogatott Budapestre és Prágába is. A következő hónapokban, kisebb megszakításokkal több más európai városban is vezényelt.
1934. január 24-e kezdettel a New York-i Filharmonikusokat vezényelte. Ebben az évadban harminchét hangversenyt dirigált. Május 2-án elhagyta New Yorkot és visszatért Olaszországba. Nyáron a BBC Szimfonikusok Zenei Fesztiválján vezényelt, majd a szigetén pihent a családja körében. 1935-ös évad után Toscanini úgy döntött, hogy mivel túl fárasztóak számára már a próbák: lemond. Április 29-én búcsúhangversenyt rendeztek, Toscanini pedig a bevételt szétosztotta a zenészek között. Az előadás után, a színfalak mögött az igazgatóság köszönetképp egy 1818-as Beethoven-levelet ajándékozott Toscanininek. Toscanini május 2-án hajóra szállt és visszatért Európába. Itt Párizsban elvállalta egy jótékonysági előadás vezénylését, majd két hét múltán Olaszországba utazott. Júniusban és augusztusban Salzburgban vezényelt két hangversenyt. Szeptemberben Bécsbe utazott vezényelni, majd egy rövid olaszországi pihenés után visszatért a Bécsi Filharmonikusokat vezényelni. December 1-jén ismét Párizsba ment, itt három hangversenyt vezényelt – ez volt az utolsó franciaországi szereplése. Innen Palesztinába utazott, hogy egy frissen alakult, kizárólag zsidó zenészekből álló zenekart vezényeljen. Toscanini ezzel a tettével a szolidaritását akarta kifejezni a gyűlöletes politikai rendszer áldozatai iránt; fellépéséért nem fogadott el pénzt, sőt azt sem engedte meg, hogy utazási költségeit kifizessék. Mikor Albert Einstein tudomást szerzett Toscanini nagylelkű tettéről, levélben köszönte meg neki:
 Nagyrabecsült Mester!

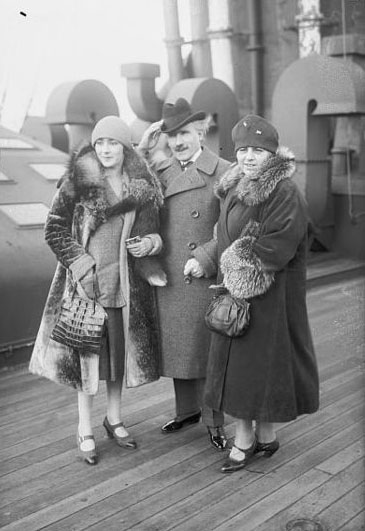
Toscanini, a felesége és a lányuk (Wally?)

  Szükségét érzem annak, hogy ezennel elmondjam Önnek, mennyire bámulom és tisztelem. Ön nem csak a világ zeneirodalmának felülmúlhatatlan tolmácsolója, akinek zenei megformálásai a legnagyobb csodálatra méltóak. A fasiszta bűnözők elleni küzdelemben is nagy emberi méltóságról tett tanúbizonyságot. Azért is a legmélyebb hálát érzem Ön iránt, mert oly felbecsülhetetlen jelentőségű kezdő lendületet adott a hamarosan megalakuló Palesztinai Zenekarnak.

  Maga a tény, hogy ilyen kortársaink is vannak, sok csalódásért kárpótol, amelyet az ember a species minorum gentiumtól állandóan elszenvedni kénytelen!

  Szeretettel és a legnagyobb tisztelettel szívélyesen üdvözli

  az Ön

  Albert Einsteinje.
Toscanini hosszabb időt töltött Palesztinában, mindeközben meglátogatta a bibliai helyszíneket, a közeli falvakat, sőt fát is ültetett egy ünnepség keretében. Ezt követően Egyiptomba utazott, ahol sokat kirándult, de vezényelt is. Innen Hollandiába ment, majd Stockholmba. Hetvenedik születésnapját Milánóban töltötte, majd Bécsbe utazott. Egy rövid milánói kitérő után, május 26. és június 16. között a londoni BBC zenekarát dirigálta. Ugyanebben az évben az Oxfordi Egyetem felajánlotta neki a díszdoktorságot, ő azonban nem fogadta el, ugyanis néhány évvel korábban már Georgetownban kitüntették a díszdoktori címmel. De, hogy megmutassa, értékelte az ajánlatot, június 8-án hangversenyt tartott, s a bevételt az egyetemnek ajánlotta fel. A nyár hátralevő részében Olaszországban pihent, majd Salzburgba ment. Itt négy operát dirigált: A varázsfuvolát, a Fideliót, a Mesterdalnokokat és a Falstaffot. Az Osztrák Rádió Társaság mind a négy operát felvette egy Selenophone nevű készülékkel – a felvételek, a Fidelio kivételével a háború évei alatt eltűntek.
Toscanini 1937 nyarán Salzburgban további előadásokat is vezényelt, míg augusztus 31-én el nem kezdődött az öreg színház, a Festspielhaus renoválása. Októberben Bécsben dirigált, majd Budapesten, innen Londonba ment, ahol a BBC zenekarát dirigálta, és felvételeket is készített. Londonból Amerikába ment ahol, az NBC zenekarával folytatta a fellépéseket, színházakban és rádió-stúdiókban. 1938 nyarán ígérete ellenére nem tért vissza Salzburgba, mivel ekkor már Német Birodalom bekebelezte Ausztriát, azonban ellátogatott Rotterdamba és Hágába. Áprilisban – közvetlenül az után, hogy az olasz kormány kibocsátotta „antiszemita kiáltványát” – Toscanini Palesztinába utazott, ahol Haifában 13-án hangversenyt vezényelt. Ugyancsak vezényelt Tel-Avivban és Jeruzsálemben is. Május végén Londonba utazott, ahol a BBC Szimfonikusokkal újabb felvételeket készített, innen visszatért Olaszországba pihenni, majd a nyár hátralevő részében az NBC évadját vezényelte.
Nem sokkal az ausztriai Anschluss után Luzern polgármestere és más kisebb svájci városok polgárai elhatározták, hogy megpróbálnak egy zenei fesztivált rendezni, ahol azok a zenészek lépnének fel, akik nem hajlandóak a megszállt Salzburgban fellépni. Toscaninit is meghívták, és ő el is vállalta a felkérést. Innen visszatért Olaszországba, ahol újra elvették az útlevelét, a fasiszta sajtó pedig rágalomhadjáratot indított ellene, többek közt a „Tiszteletbeli zsidó” nevet adták neki. Végül Mussolini beleegyezett, hogy visszaadja Toscanini útlevelét. Az ekkor hetvenegy éves Toscanini rögtön elutazott Amerikába.
New Yorkban Toscanini elkezdte a zenekari próbákat, október 15-én pedig a rádió-közvetítéseket is. Nyáron Luzernbe utazott, a fesztiválra, ahol összesen két alkalommal vezényelt. Az utolsó előadás augusztus 29-én volt, három nappal Lengyelország megszállása előtt. Ezt követően Toscanini hosszú ideig nem tért vissza Európába.

### A száműzött

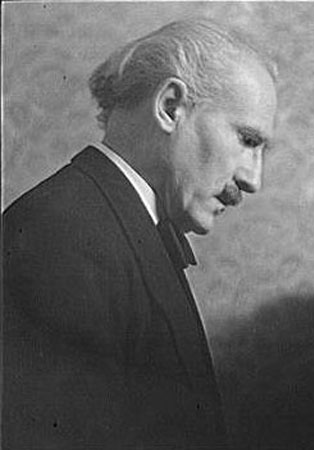
Toscanini. 1934. március 1.

1939 őszén Toscanini visszatért New Yorkba, majd belépett a Mazzini Társaságba, a kivándorolt olasz liberálisok és szocialisták csoportjába, amely az Olasz Köztársaság megalakítását és a fasizmus bukását szorgalmazta. Toscaniniék New Yorkban kibérelték a Villa Pauline-t, Riverdale elővárosban. Itt egészen 1942 őszéig laktak, amikor az ugyancsak Riverdale-ben, a Hudson Hillen fekvő nevezetes telekre, Wave Hillbe költöztek, abba a házba, amely korábban – többek között – Mark Twain otthona volt.
Toscanini a hetvenes éveiben járt, azonban még mindig sokat dolgozott: kora hajnalban feküdt csak le és korán kelt, nagyon szerette a kávét, napi több csészével is elfogyasztott. Elegánsan öltözött, minden részletre nagyon figyelt. Azonban nem járt fodrászhoz, sem borbélyhoz, a haját a felesége vágta, és egyedül, tükör nélkül borotválkozott, bajuszát egy régimódi, lángon melegített bajuszpedrővel igazította. Kora ellenére még mindig nagyon kedvelte a nőket, ezekben az időkben az egyik szerelme Eleonora von Mendelssohn, a zeneszerző távoli rokona volt.
Toscanini harmadik NBC-évadja októberben kezdődött, majd egy hosszú évad közbeni szünetet tartott. Februárban turnéhangversenyt vezényelt Newarkban, márciusban Jasha Heifetzcel lemezre vette Beethoven Hegedűversenyét, majd eldirigálta NBC-évadjának hátralevő nyolc hangversenyét. Májusban újabb felvételeket készített Vladimir Horowitzcal, amit egy rádiókoncert követett. A hónap végén a zenekarral dél-amerikai turnéra indult. A hajó fedélzetén kapta Toscanini a hírt, miszerint Olaszország megtámadta Franciaországot; a hír annyira feldúlta, hogy bezárkózott a kabinjába és ott dühöngött. A zenekart nagy tömeg üdvözölte Rióban; ez volt Toscanini első szereplése a városban az ötvennégy évvel azelőtti bemutatkozó szezonja óta. Dél-Amerikában több városban is fellépett, majd június 22-én a zenekarral visszatért New Yorkba. A nyár második felében Toscanini és felesége Nyugatra utazott, és megnézte a Grand Canyont. A negyedik NBC-szezon november 23-án kezdődött a Carnegie Hallban, itt történt a később elhíresült Missa-incidens, ami súlyos törést okozott Toscanini és az NBC kapcsolatában.
A Missa-incidens után Toscanini az 1940–41-es évadban fontolgatta távozását az NBC-től, azonban még eldirigált tizenhárom rádióadást és különböző lemezfelvételeket. Áprilisban vendégkarmesterkedett Chicagóban, majd elvállat egy Buenos Aires-i utat. Ez volt az utolsó dél-amerikai szereplése. 1941-ben úgy döntött, nem akar többé állandó karmester lenni az NBC-nél, és írt egy lemondólevelet az igazgatóságnak, majd Philadelphiába utazott, és a Philadelphiai Zenekar karmestere lett. Az 1942–43-as évadra visszatért az NBC-hez és tizenhárom előadást vezényelt, valamint több jótékonysági koncerten is részt vett.
Toscanini több felkérést is kapott, hogy szerepeljen filmekben, azonban ő rendre elutasította mindet, még egy 250 ezer dolláros ajánlatot is. Egy háborúellenes propagandafilm szerepére azonban igent mondott. A filmben A végzet hatalma nyitányát, majd Verdi Nemzetek himnusza c. kantátáját dirigálta. Toscanini ez utóbbi szövegét megváltoztatta; eredetileg így hangzott: Italia, patria mia (Olaszország, én hazám), ezt változtatta meg: Italia, patria mia traditára (Olaszország, elárult hazám). Az olasz, francia és brit himnusz dallamait tartalmazó Verdi-műhöz komponált egy átvezetést és hozzáillesztette két szövetséges ország, a Szovjetunió nemzeti himnuszát, ami akkor az Internacionálé volt, és az amerikai Csillagdíszes lobogót.
A Life magazin 1944. június 12-én „Olasz kiáltvány” néven cikket közölt, amit több vezető emigráns mellett Toscanini is aláírt. Mindeközben Toscanini folytatta az NBC zenekarának a vezénylését: rádiófelvételeket készítettek és koncerteket adtak. Az 1944–45-ös év első kilenc előadását Beethovennek szentelték. Toscanini a nyugati partra is ellátogatott: 1945. április 19-én Los Angelesben vezényelt egy jótékonysági koncertet. Időközben véget ért a második világháború, Toscaninit pedig hívták, hogy menjen vissza Olaszországba. Ő azonban kijelentette, hogy amíg meg nem dől a monarchia, nem megy haza, viszont felhatalmazta Olaszországban tartózkodó lányát, Wallyt, hogy nevében egymillió lírát adományozzon a háborúban súlyosan megsérült Scala újjáépítésére.

### A háború után
1946-ban, Toscanini az NBC-évad végén úgy döntött, mégis hazalátogat Olaszországba. Április végén lépett be először a felújított Scalába, a munkálatokkal meg volt elégedve, és május harmadikára kitűzte az első próbát. A próba előtt találkozót tartott a régi muzsikusok számára, akik közül sokat elbocsátottak a háború idején, kit vallási, kit politikai okokból. Toscanini minden elbocsátott zenészt visszavett a zenekarába, ugyancsak az ő kérésére az öreg színházigazgató, Vittore Veneziani is, akit faji okok miatt bocsátottak el, visszakerült a helyére. Az első előadás, amely kizárólag olasz zenéből állt, május 11-én hangzott el zsúfolásig telt nézőtér előtt. A koncert után a zenekar aranyérmet ajándékozott Toscanininek, a következő felirattal: „A Maestrónak, aki sohasem volt távol – a zenekara”. Június 2-án Toscanini is szavazott azon a referendumon, amely eltörölte a monarchiát. Később részt vett a Luzerni Fesztiválon, majd augusztus 20-án visszatért New Yorkba, itt október 28-án kezdte el az NBC-szezont. Március 25-én a nyolcvanadik születésnapját azzal ünnepelte meg, hogy nyolcmillió lírát küldött Milánóba, az öreg zenészek otthonának. Tizenhat rádióadás és számos lemezfelvétel után visszatért Olaszországba, a szigetére, ahol a feleségével megünnepelték az ötvenedik házassági évfordulójukat. Innen augusztus végén visszatért New Yorkba, ahol számos jótékonysági koncertet vezényelt, rádióadásokat dirigált és lemezfelvételeket készített. Ezt követően ismét Olaszországban pihent, majd december 10-én újra New Yorkba utazott vezényelni.
1949. április 20-án a Carnegie Hallban vállalt fellépést egy jótékonysági koncerten, azonban megcsúszott a fürdőkádban és eltörte egy oldalbordáját, ezért le kellett mondania a fellépést. A nyarat a szigetén töltötte, majd szeptember 3-án ő nyitotta meg a tizenkettedik velencei modern zenei fesztivált, a Scala zenekarával. Később a Scalában vezényelt két hangversenyt, majd New Yorkba utazott. 1949. december 5-én az olasz köztársasági elnök örökös szenátornak jelölte, de Toscanini másnap visszautasította a címet. Az 1949–50-es évadban tizenhat rádióadást vezényelt, ugyanekkor eldöntötte, hogy 1950-ben, nyolcvanhárom éves korában hathetes turnéra viszi az NBC zenekarát az észak-amerikai kontinensen. Az utazáshoz egy tizenkét kocsiból álló vonatot béreltek ki, ahol a zenészek nyugodtan pihenhettek a fellépések között, így nem kellett időt áldozni csomagolásra, ki- és bejelentkezésekre a különböző városok szállodáiban. A turné április 14-én kezdődött, és több mint 5300 kilométer után, május 27-én Philadelphiában ért véget. Toscanini június 17-én Milánóba utazott pihenni, majd visszatért New Yorkba. Áprilisban telefonon értesítették, hogy Olaszországban maradt felesége szívrohamot kapott és súlyos az állapota. Toscanini a hír hallatán az első repülőgéppel Milánóba utazott. Carla asszony a férje hazatérte után egy kicsit jobban lett, de június közepén újabb rohamot kapott, és június 23-án meghalt.
Toscanini augusztus elején három lemezfelvételre visszatért a Scalához, majd üzent az NBC-nek, hogy nemsokára visszamegy New Yorkba. Itt szeptemberben egy felvételsorozatba kezdett, majd az évadot dirigálta. Az új évad nyitóhangversenyét a rádió mellett a televízió is közvetítette, Toscanini ekkor nyolcvanöt éves volt. Az évad végén hazarepült Milánóba, majd június 8-án ismét visszatért New Yorkba, ahol tovább vezényelt. Szeptember 19-én ismét Olaszországban volt és a Scalában vezényelt egy Wagner-estet – ez volt az utolsó Scala–beli fellépése. Öt nappal később Londonba utazott, majd New Yorkba, ahol az újabb NBC sorozatot készítette elő. Nyáron visszatért Olaszországba, majd ősszel ismét New Yorkba ment. Toscanini ekkor már beteg volt, fájt a térde, erősen megromlott a látása és memóriazavarral küzdött, az újságok pedig arról írtak, hogy visszavonulni készül. Végül 1954. március 25-én az akkor nyolcvanhét éves Toscanini aláírta lemondólevelét. Az utolsó előadás április 4-én, vasárnap volt. Az előadás végén, miközben a zenekar még játszott, Toscanini leeresztette a pálcáját, lelépett a dobogóról és lassan elindult a kijárat felé.

### Az utolsó évek

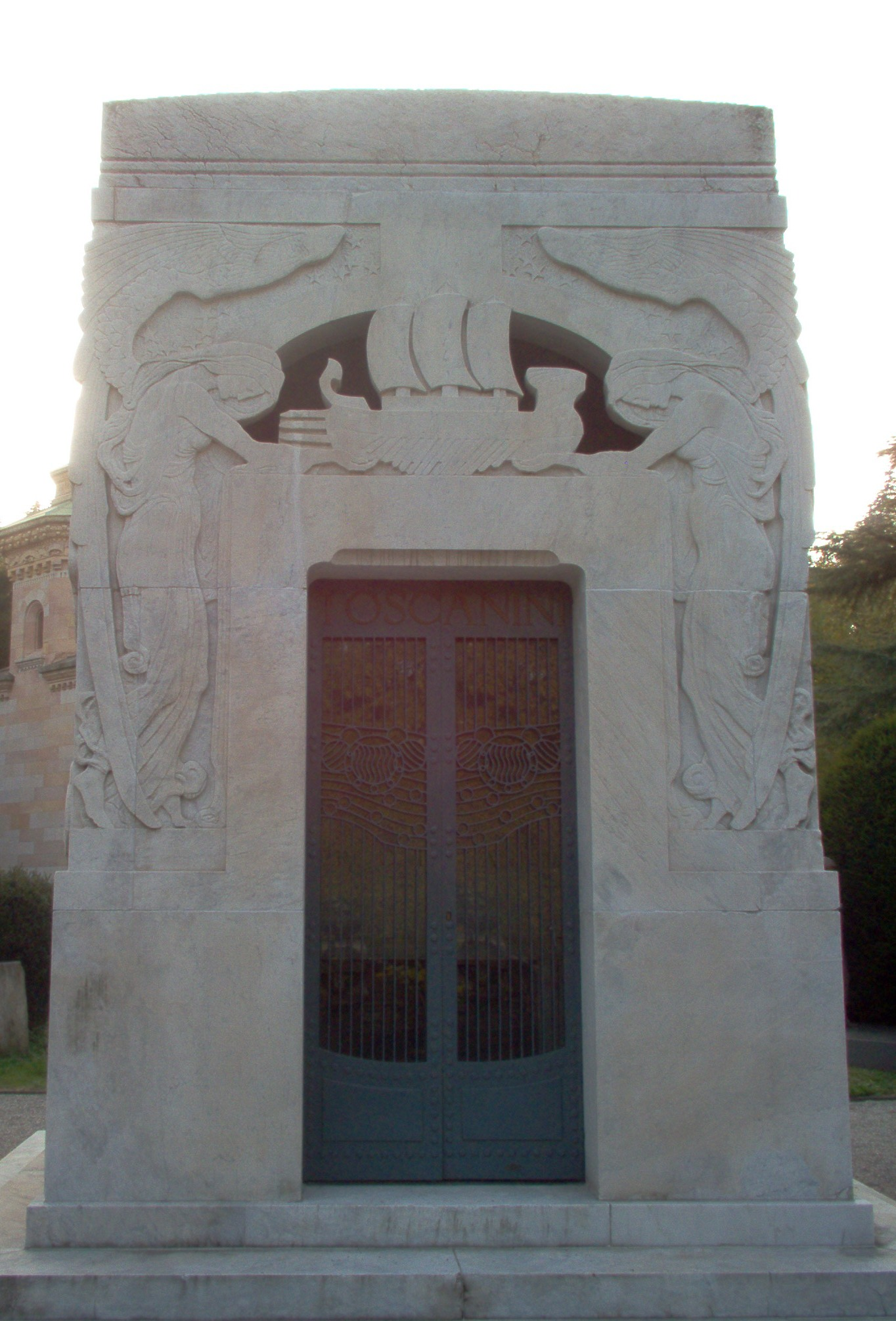
Toscanini sírja Milánóban, a Cimitero monumentale temetőben

A búcsúelőadás után Toscanini visszavonult riverdale-i házába és nem volt hajlandó látogatókat fogadni, a szobájából is alig jött ki. Azonban június 3-án és 5-én megjelent a Carnegie Hallban, hogy újra felvegye a korábban rögzített Álarcosbál és az Aida néhány, szerinte használhatatlan részét. Két nappal később Milánóba utazott, majd a Garda-tó melletti gyógyfürdőben pihent. Toscanini, elmondása szerint sohasem dohányzott és sohasem volt részeg, s ennek tulajdonította hosszú életét.
Toscanini ezekben az években arra készült, hogy az éppen épülő Piccola Scala első előadását vezényelje. Ugyanekkor egy enyhébb szívrohamon esett keresztül, de februárban visszautazott New Yorkba. Az 1956-os szilvesztert Riverdale-ben töltötte, ahol szilveszteri összejövetelt tartott; az összejövetelen valamennyi gyereke és unokája jelen volt, sőt nemsokára várható volt az első dédunoka születése is. Éjjel kettőkor azonban rosszul lett, s bár másnap már jobban érezte magát, hamarosan újabb szélütések érték. 1957. január 16-án reggel, nyolc óra negyven perckor halt meg.
Toscanini halálának hírére emberek ezrei vonultak fel a manhattani Frank Campbell-kápolnában álló nyitott koporsója előtt. Egy hónappal később repülőn szállították a holttestét Olaszországba, Milánóba. Itt február 18-án reggel becslések szerint 40 ezer ember vonult fel a Scala csarnokában álló koporsó előtt. Ezt követően a tömeg elkísérte a halottaskocsit a Via Durinira, ahol rövid időre megálltak Toscanini háza előtt, majd a székesegyházhoz mentek, ahol Montini kardinális (a későbbi VI. Pál pápa) mondta a misét, és Victor de Sabata vezényelte a Scala zenekarát, amely Verdi Requiemének Libera me tételét játszotta. Innen a menet a Cimitero Monumentaléba vonult, ahol a koporsót a családi sírboltba helyezték. A temető bejáratánál a Scala, az Olasz Rádió és a Konzervatórium egyesített zenekara a Va, pensierót énekelte a Nabuccóból – ugyanazt a darabot, amit Toscanini ötvenhat évvel ezelőtt, ugyanitt, Verdi temetésén vezényelt.

## Öröksége
Az 1928-ban létrejött, szegény zenészeket segítő Arturo Toscanini Alapítvány a mai napig működik. Az alapítvány az 1990-es évek közepe óta munkanélküli zenészeknek ad lehetőséget, hogy továbbképezhessék és menedzseljék magukat. A zenészek együtt dolgozhatnak egy teljes szimfonikus zenekarral, illetve olyan mesterkurzusokon vehetnek részt, amelyeket vezető európai és nemzetközi zenészek, tanárok és szólisták tartanak részükre. Az alapítvány operaénekesek, valamint az opera műfajában dolgozó muzsikusok és műszaki szakemberek továbbképzését is segíti.
1986-ban a New York Public Library for the Performing Arts megvásárolta Toscanini fennmaradt kéziratainak, leveleinek, felvételeinek nagy részét. A Toscanini örökség nevű gyűjtemény több száz levelet, és több mint 400 órányi hangfelvételt tartalmaz.
Toscanini összesen háromszor szerepelt a Time magazin címlapján: 1926-ban, 1934-ben és 1948-ban.

## Jelentősebb vezénylések
Toscanini 53 zeneszerző 117 operáját vezényelte; hangversenyteremben 175 zeneszerző (közöttük 38 operaszerző is szerepel) több mint 480 művét dirigálta. Mindent összevéve közel 190 zeneszerző 600 kisebb-nagyobb darabját vezényelte – s ezeket mind kívülről próbálta és adta elő.
- Leoncavallo: Bajazzók, Teatro Dal Verme, Milánó, 1892. május 21.
- Puccini: Bohémélet, Teatro Regio, Torino, 1896. február 1.
- Puccini: A Nyugat lánya, Metropolitan Opera, New York, 1910
- Puccini: Turandot, Teatro alla Scala, Milánó, 1926. április 25.
- Barber: Adagio for Strings, First Essay for Orchestra, NBC Symphony Orchestra, New York, 1938. november 5.